# Geschichte Portugals
Die Geschichte Portugals umfasst die Entwicklungen auf dem Gebiet der Portugiesischen Republik von der Urgeschichte bis zur Gegenwart.

## Die römische Periode
Die Iberische Halbinsel war neben Norditalien einer der Hauptkampfplätze zwischen Karthago und den Römern im Zweiten Punischen Krieg. So kamen zum ersten Mal römische Truppen auf die Halbinsel. Nach einem entscheidenden Sieg des römischen Feldherrn Scipio (206 v. Chr.) mussten die Karthager die Iberische Halbinsel räumen und beim Friedensschluss 201 v. Chr. alle Ansprüche auf sie aufgeben. 197 v. Chr. gründeten die Römer zwei Provinzen, in welche die Iberische Halbinsel geteilt wurde: Hispania citerior, das den Norden und Osten der Iberischen Halbinsel umfasste, sowie Hispania ulterior, das im Süden und Westen der Halbinsel lag.
Die dort lebenden keltiberischen Stämme waren allerdings nicht bereit, die Herrschaft der Römer kampflos hinzunehmen. Praktisch seit Beginn der römischen Präsenz gab es deshalb Widerstand der verschiedenen keltiberischen Stämme. So begann 197 v. Chr. der mit großer Härte ausgetragene Keltiberische Krieg, der nach römischen Siegen 179 v. Chr. mit einem Friedensvertrag zwischen Tiberius Sempronius Gracchus und dem aufständischen Stamm der Lusonen endete.
Auch mit diesem römischen Sieg kamen die Provinzen allerdings nicht zur Ruhe; nunmehr erhoben sich unter anderem die Lusitaner, ein weiterer keltiberischer Stamm, ohne dass es jedoch sofort zu großen militärischen Auseinandersetzungen kam.
154 v. Chr. kam es dann zu einem neuen großen Aufstand der Keltiberer, dem so genannten Spanischen Krieg. 150 v. Chr. gelang es den Römern, die Führer der Lusitaner zu täuschen, und sie vernichteten große Teile dieses Stammes. Viriatus, einer der wenigen Überlebenden, wurde zum Führer der Lusitaner. Er konnte den Römern empfindliche Niederlagen beibringen und wurde so später zum Volkshelden. Erst als Viriatus bei Viseu von Verrätern aus seinem Gefolge im Auftrag der Römer ermordet wurde (139 v. Chr.), brach der Aufstand zusammen. Ab 138 v. Chr. bauten die Römer Festungsanlagen im heutigen Lissabon. Erst Caesar gelang es jedoch ab 60 v. Chr. von Lissabon aus, den letzten Widerstand der portugiesischen Stämme zu brechen.
Die Keltiberer hatten eine Religion, in der zu wichtigen Anlässen Gefangene geopfert wurden. Dies ist zum Beispiel von dem Geschichtsschreiber Appian für die Beerdigungsfeierlichkeiten des Viriatus verbürgt.

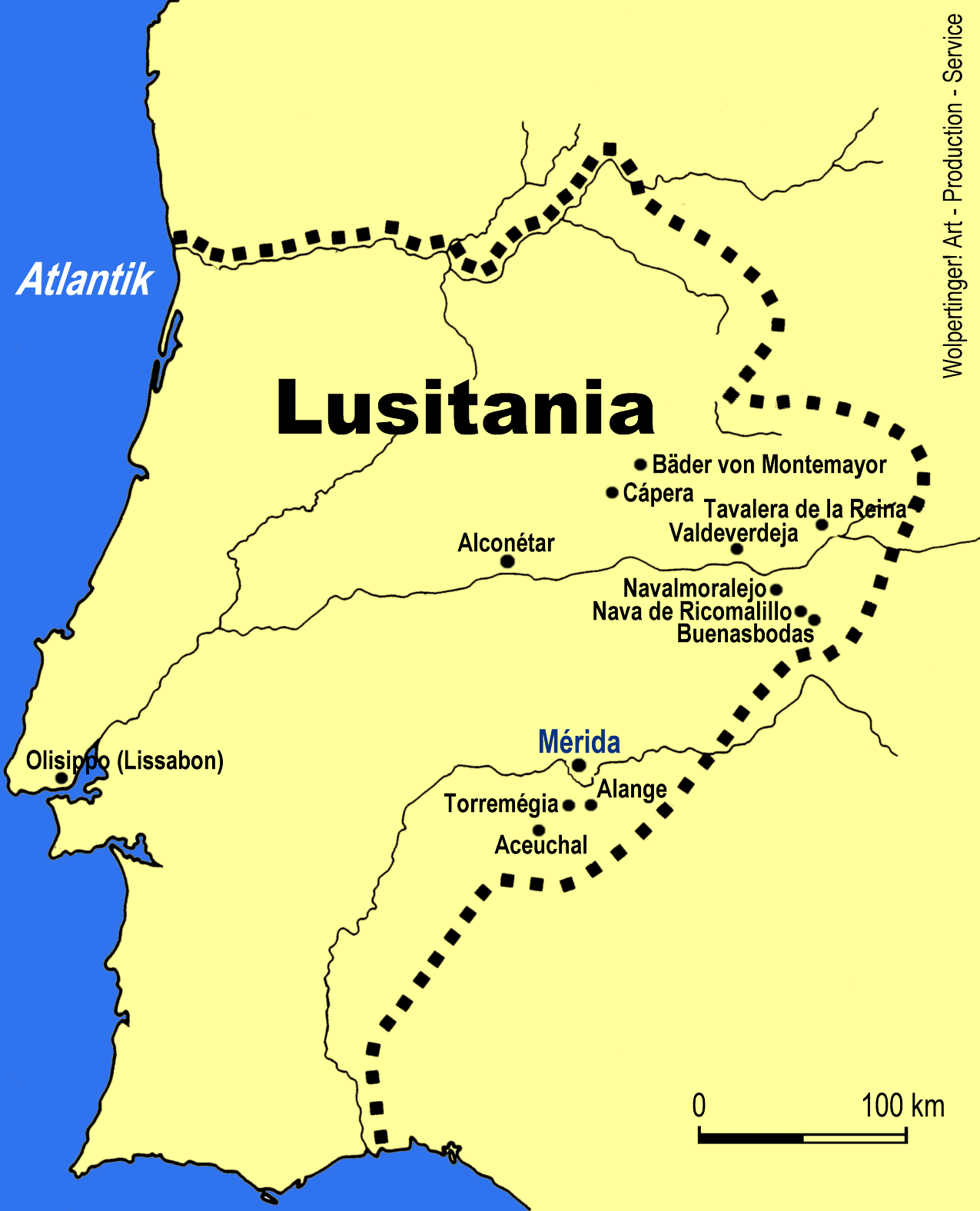
Die römische Provinz Lusitania im Südwesten der Iberischen Halbinsel

Rom regierte das Land fast vier Jahrhunderte. Unter Augustus wurde 27 v. Chr. eine Verwaltungsreform durchgeführt; auf der Iberischen Halbinsel wurden drei Provinzen eingerichtet: Baetica, Hispania Citerior oder Tarraconensis und Lusitania (Hauptstadt Emerita Augusta, das heutige Mérida). Die Provinz Lusitania wurde wiederum in drei Bezirke („conventus“) eingeteilt: Pacensis (Hauptstadt Pax Iulia, das heutige Beja), Scallabitanus (Hauptstadt Scallabis, heute Santarém) und Emeritensis (Hauptstadt Emerita, heute Mérida). Lusitanien umfasste den größten Teil des heutigen Portugal sowie die heutigen spanischen Provinzen Salamanca und Cáceres. In der Spätantike teilte Diokletian die Provinz Tarraconensis in zwei neue Provinzen: Hispania Carthaginensis und Gallaecia (Callaecia). Die Provinz Gallaecia umfasste das gesamte Gebiet des heutigen Portugal nördlich des Douro.
68 n. Chr. stellten die Statthalter der Tarraconensis und der Lusitania, Galba und Otho, aus hispanischen Soldaten die Legio VII Gemina auf und erhoben sich gegen Nero; Galba wurde der neue Kaiser.
98 n. Chr. wurde Trajan römischer Kaiser. Er stammte aus Italica (Sevilla) und
war damit der erste aus den Provinzen der Iberischen Halbinsel stammende Kaiser Roms.
Die Christianisierung fand hauptsächlich im 4. Jahrhundert statt; die vier Bistümer Braga, Ossónoba, Évora und Lissabon wurden eingerichtet, von denen Braga das älteste war.

## Germanenreiche

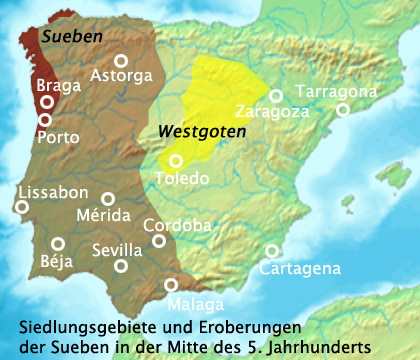
Unter König Rechiar herrschten die Sueben kurzzeitig vom Kap Finisterre bis zur Algarve und zum Mittelmeer

Die Germaneneinfälle ab 409 (Wandalen, Alanen und Sueben) beziehungsweise 416 (Westgoten) verwüsteten die römische Provinz; sie entglitt um die Mitte des 5. Jahrhunderts der römischen Herrschaft. Von den vier Völkern, die das Land eroberten, dominierten zunächst die Sueben im Gebiet des heutigen Portugal. Die Suebenkönige hatten ihren Sitz in Bracara Augusta, dem heutigen Braga.
466 wurde Eurich nach der Ermordung seines Bruders Theoderich II. König der Westgoten. Eurich dehnte seinen Machtbereich von Südfrankreich auf große Teile der Iberischen Halbinsel aus. Die Sueben wurden in den Nordwesten zurückgedrängt, ihnen verblieb das Gebiet nördlich bzw. westlich einer Linie Coimbra – Palencia – Astorga.
470 unternahm Eurich einen Feldzug gegen die in der Lusitania ansässigen Sueben. Die Westgoten lösten sich nach und nach aus der Rolle von foederati des Römischen Reichs. Um 470 entstand das älteste germanische Gesetzeswerk in lateinischer Sprache, der Codex Euricianus.
Das Oströmische Reich erkannte die Existenz eines selbständigen Vandalenreiches an. Das Herrschaftsgebiet des Westgotenreiches dehnte sich weiter auf die Iberische Halbinsel aus.
506 wurde das Breviarium Alarici (Lex Romana Visigothorum) verkündet, ein am römischen Recht orientiertes Gesetzeswerk für die romanische Bevölkerung.
Um 550 wurden die Sueben vom Heiligen Martin von Dume, Bischof von Braga, zum katholischen Christentum bekehrt. Schließlich setzen sich jedoch die Westgoten durch. Ihr König Leovigild unterwarf 585 das Suebenreich und gliederte es ins Westgotenreich ein.

## Muslimische Periode
Ab dem Jahr 711 wurde das Westgotenreich durch den Einfall der Mauren aus Nordafrika unter Tāriq ibn Ziyād zerstört, und die Iberische Halbinsel kam beinahe vollständig unter ihre Herrschaft. Der letzte König der Westgoten, Roderich, fiel in der Schlacht am Río Guadalete. Das heutige Portugal wurde Teil der muslimischen Provinz Al-Andalus, aus der später das Emirat und dann das Kalifat von Córdoba wurde.
Den christlichen Widerstand organisierte der vornehme Gote Pelayo (portugiesisch Pelágio), der sich zunächst mit den muslimischen Machthabern arrangiert hatte, aber nach einem Streit mit dem muslimischen Gouverneur von Asturien zum Rebellen wurde und sich von seinen Anhängern in einem asturischen Berggebiet zum „Fürsten“ (lat. princeps) oder König wählen ließ. Die junge asturische Monarchie verstand sich als Nachfolgerin und Erbin des Westgotenreiches. Mit Pelayos Sieg in der Schlacht von Covadonga 722 begann die Reconquista, die Rückeroberung der Iberischen Halbinsel.
König Alfons III. von Asturien (866–910) verlegte die Hauptstadt seines Reichs nach León. 868 eroberte und besiedelte er im Rahmen der Presura Vímara Peres das Gebiet um Porto, 878 wurde mit der Wiederbesiedlung von Coimbra begonnen. Beide Städte gingen allerdings wieder an die Mauren verloren. Der zurückeroberte westlichste Landesteil Asturiens um den Douro erfuhr einen planmäßigen Ausbau. 997 nahmen fränkische Ritter im Auftrag und unter Führung des Herrschers (dux magnus) von Portucale, Gonçalo Mendes, erneut die Stadt Porto ein, die sie aber kurz darauf wieder verloren und erst 1050 endgültig erobern konnten.
Im Verlauf des 11. Jahrhunderts festigte sich die Grafschaft Portucale, die zur Keimzelle des späteren Portugal wurde. Dem Grafen Nuno Auvites (1017–1028), der durch Heirat die Adelsfamilien Nunes und Mendes vereinte, sowie seinen direkten Nachkommen Mendo Nunes (1028–1050) und Nuno Mendes (1059–1071) gelang es schrittweise, die Abhängigkeit der Grafschaft Portucale vom Königreich León zu lockern sowie ihre erbliche Herrschaft zu festigen. Diese Bestrebungen nach Unabhängigkeit des portugiesischen Adels erlitten 1071 in der Schlacht von Pedroso eine Niederlage. Der Graf Nuno Mendes fiel, was das Aussterben des Hauses der Grafen von Portucale zur Folge hatte, und León-Kastilien konnte nochmals seine Oberhoheit sichern.
1064 gelang es König Ferdinand I. dem Großen von Kastilien und Léon, Coimbra von den Mauren zurückzuerobern. Dessen Nachfolger Alfons VI. der Tapfere wurde 1065 König von Asturien-León und nahm bis zum Jahr 1073 auch den Titel eines Königs von Kastilien, Galicien und Portugal an. Das Gebiet um Porto ordnete er neu und erhob es zur Grafschaft (Comitatus Portaculensis), benannt nach dem alten römischen Hafen Portus Cale, dem heutigen Porto. Obwohl die neue Grafschaft unter der Lehnshoheit von Asturien-Kastilien-León verblieb, konnte sie sich bald wieder eine große Selbständigkeit sichern.
1086 unterlag Alfons VI. von León und Kastilien in der Schlacht bei Zallaqa dem vereinigten Heer der maurischen Herrscher von Sevilla, Badajoz und Granada sowie den Almoraviden unter deren Führer Yusuf ibn Taschfin. Daraufhin rief er Kreuzfahrer zu Hilfe. So kamen auch burgundische Ritter in das Land.

## Portugal unter den Burgunderherrschern

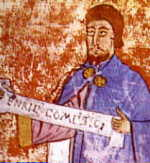
Heinrich von Burgund, Graf von Portugal

Heinrich von Burgund, der Stammvater des ersten portugiesischen Königshauses, des Hauses Burgund, erhielt 1095 die Grafschaften Portucale und Coimbra. Nach dem Tod von Alfonso VI. von Kastilien und León löste er sich aus der Lehensabhängigkeit, doch nach seinem Tod geriet Portugal wieder unter die Oberhoheit Leóns, bis Heinrichs Sohn Alfons I. 1143 schließlich endgültig die Unabhängigkeit gegenüber Kastilien und León durchsetzen konnte.
1251 wurden die letzten Teile der Herrschaft der Mauren über die Algarve vernichtet und die Reconquista auf dem europäischen Kontinent endete für Portugal. Erst 1415 wurde sie in Marokko mit der Eroberung Ceutas weitergeführt.
Das Haus von Burgund beherrschte das Land noch bis 1383.

## Portugal unter dem Hause Avis

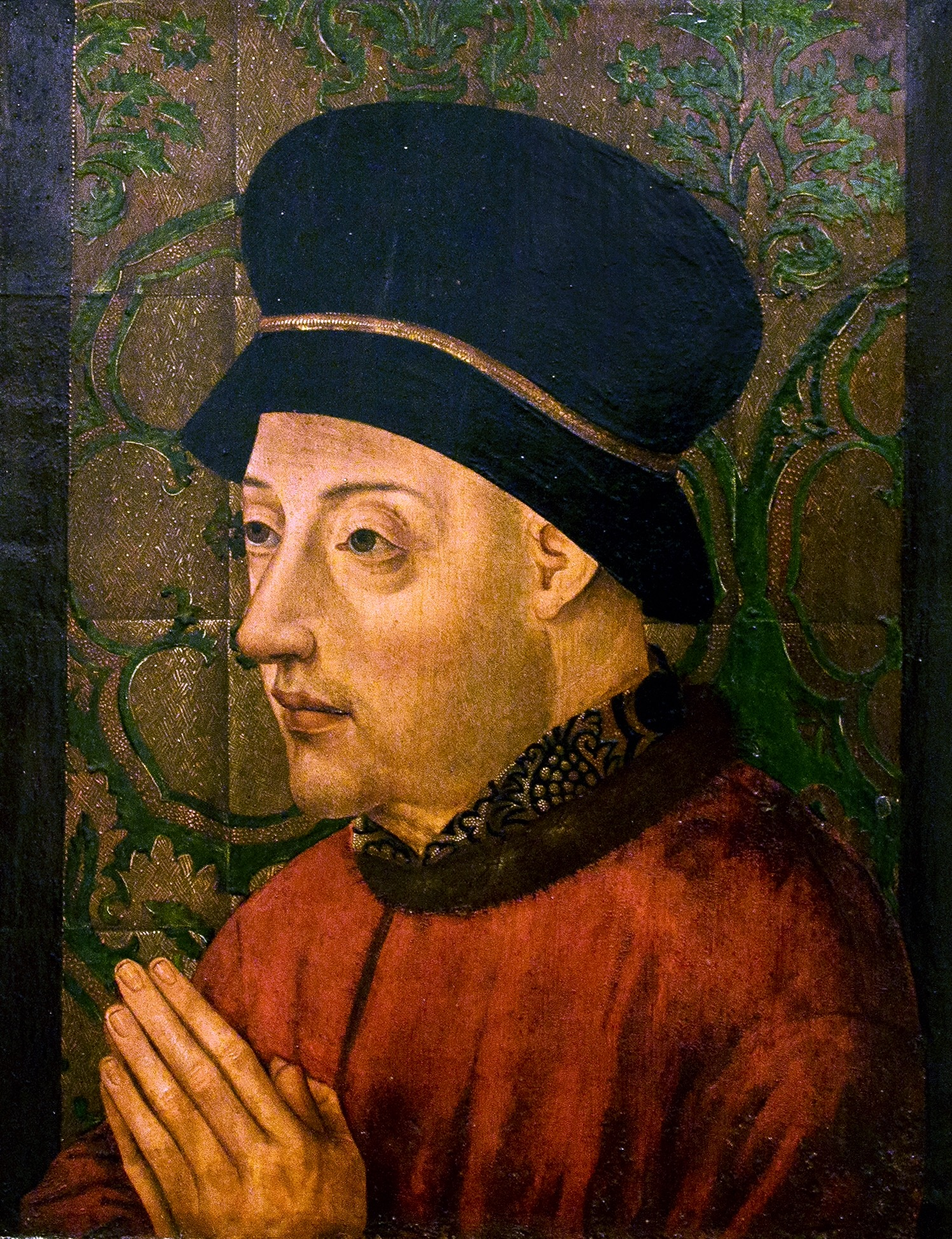
König Johann I. von Portugal

1383 starb mit Ferdinand I. das Haus Burgund in Portugal aus. Durch die Revolution von 1383 erlangte mit Johann I. das Haus Avis den portugiesischen Thron. Er unterzeichnete den bis heute geltenden Vertrag von Windsor (1386), der Portugal und England verbündet. Damit wurden nicht nur für die nächsten 200 Jahre die portugiesische Unabhängigkeit gesichert und tiefe Veränderungen in der sozialen Struktur des Landes vollzogen, sondern es wurden die wesentlichen politischen und ökonomischen Grundlagen für die Entdeckungen und Expansion Portugals im 15. Jahrhundert geschaffen.
Unter den Avis-Königen ab Manuel I., die das Land bis 1580 regieren sollten, stieg Portugal zur Weltmacht auf. Durch die portugiesischen Entdecker und Eroberer schaffte sich das Land ein Kolonialreich und wurde durch den lukrativen Indienhandel zu einer führenden Handelsmacht Europas.

## Personalunion mit Spanien

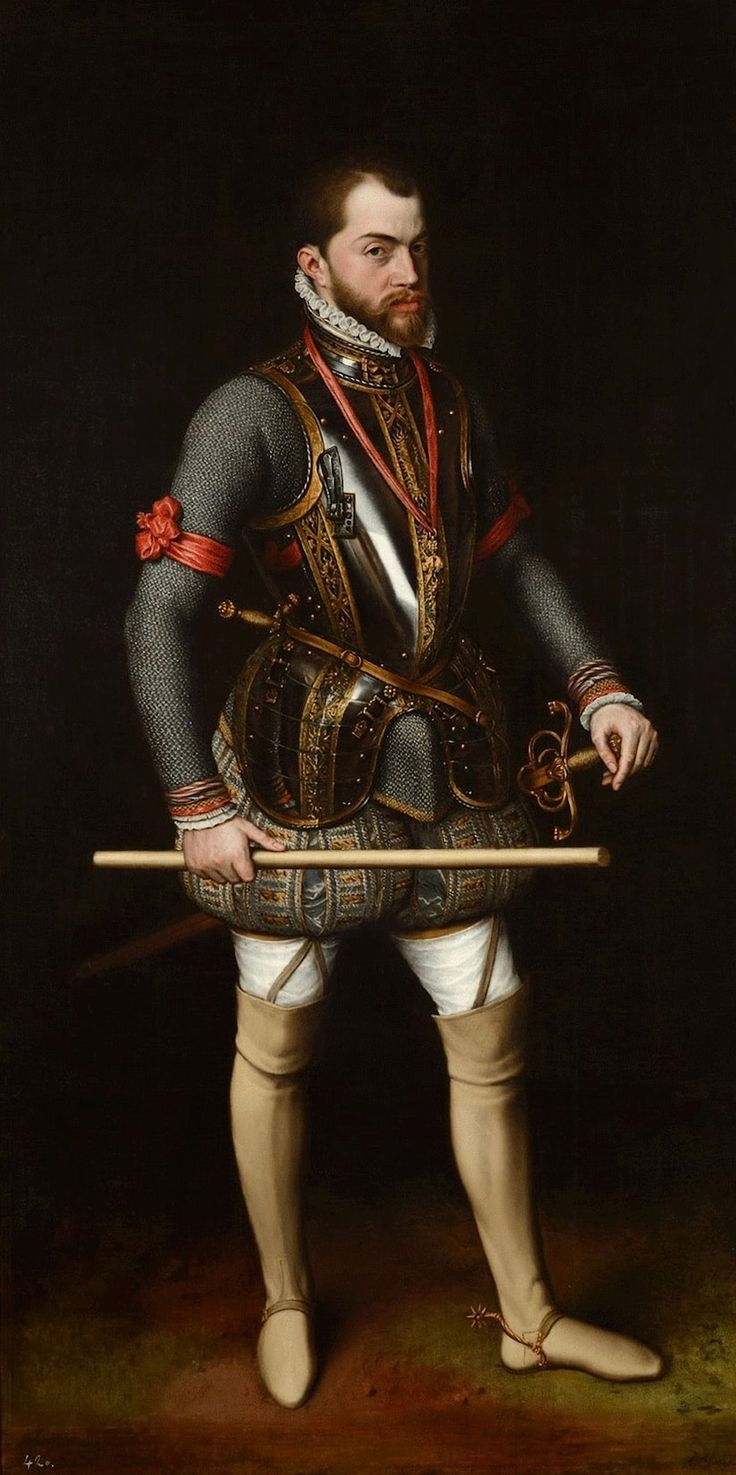
König Philipp II. von Spanien vereinigte die Throne Spaniens und Portugals (Gemälde von Anthonis Mor)

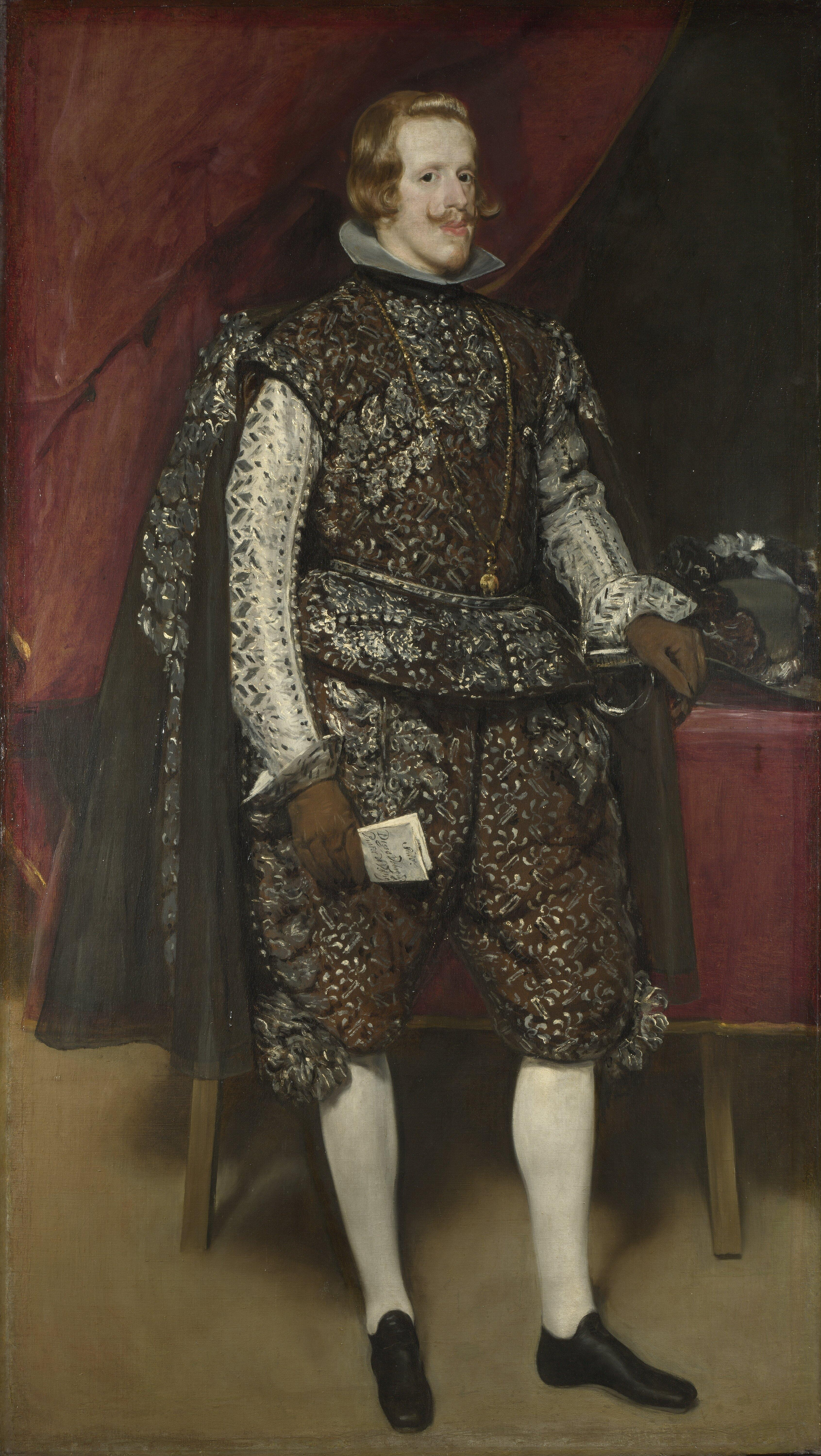
Philipp IV. von Spanien regierte als Philipp III. auch Portugal. Gemälde von Velázquez, Öl auf Leinwand, 1631/32, National Gallery, London

1580 starb, ohne Nachkommen zu hinterlassen, mit Heinrich I. der letzte König aus dem Hause Avis, der spanische Habsburger-König Philipp II. allerdings konnte gleich mehrere Erbansprüche auf den Thron geltend machen.
Nicht nur, dass er von Heinrich I. testamentarisch zum Thronerben eingesetzt war, stammte er als Sohn der ältesten Tochter König Manuels I., Isabella von Portugal, außerdem über die weibliche Seite vom Hause Avis ab und war damit in Ermangelung eines männlichen Erben regulär zur Thronfolge berechtigt. 1527 in Valladolid geboren und bald Lieblingssohn Kaiser Karls V., hatte er 1543 seine Cousine Maria von Portugal, eine Tochter des Königs Johann III., geheiratet, was zusammen mit seiner Abstammung von Isabella von Portugal seinen Anspruch auf den portugiesischen Thron weiters begründete. 1556 übernahm er nach der Abdankung seines Vaters zunächst die Regierung in Spanien und den Niederlanden. Karl V. hatte ihm zwar auch die Kaiserkrone und die österreichischen Stammlande der Habsburger zugedacht, was aber am Widerstand der deutschen Kurfürsten scheiterte, so dass Kaiserkrone und Stammlande seinem Onkel Ferdinand I. zufielen und das Haus Habsburg seitdem in eine spanische und eine österreichische Linie geteilt war.
In Portugal indes übernahm nach dem Tod Heinrichs I. zunächst António, Prior von Crato, ein nichtehelicher Abkömmling des Hauses Avis (Enkel von Manuel I.), den verwaisten Thron. Philipp II. entsandte daraufhin eine Armee unter dem Kommando des dritten Herzogs von Alba nach Portugal, die die Truppen Antónios in Alcántara besiegte und es ihm ermöglichte, sich unter dem Namen Dom Filipe I. von den Cortes von Tomar zum König von Portugal ausrufen zu lassen, womit beide Kronen Portugals und Spaniens nun unter den Habsburgern vereint waren.
Nach den Vereinbarungen mit den Cortes verpflichtete sich die spanische Seite dabei, die portugiesische Autonomie zu respektieren, und so sollten beide Staaten nicht vereinigt, sondern lediglich in Personalunion durch einen gemeinsamen Herrscher regiert und auch nur Portugiesen in die Verwaltung Portugals berufen werden. In Madrid wurde ein nur mit Portugiesen besetzter Rat für portugiesische Angelegenheiten eingerichtet und der König versprach, die portugiesischen Cortes oft einzuberufen und zu konsultieren.
Die Azoren allerdings konnte Philipp I. (II.) dabei zunächst nicht erobern, sie blieben einstweilen António von Crato treu, um sich erst 1583 der spanischen Krone zu unterwerfen.
Philipp I. (II.) war ein überzeugter Vorkämpfer der Gegenreformation. In allen Teilen seines Reiches bekämpfte er den Protestantismus mit harten Maßnahmen. Außenpolitisch stand neben dem Kampf gegen die Türken die Differenz zu Frankreich und insbesondere zu England unter Elisabeth I. im Vordergrund, und so entsandte Philipp 1588 die Armada gegen England, die jedoch dabei vernichtend geschlagen wurde.
In Portugal hatte Philipp außerdem eine Reihe von Aufständen niederzuschlagen. Der Regierungsantritt eines spanischen Königs war im Volke alles andere als populär. Dazu kam, dass die Erinnerung an den im Volk verehrten „jungen Ritterkönig“ Sebastian noch frisch war. Da Sebastians Leiche auf dem marokkanischen Schlachtfeld von Alcazarquivir nie gefunden wurde, konnten falsche Sebastiane sich als der verschollene König ausgeben und Aufstände gegen Philipp anfachen. Auch António von Crato versuchte es 1589 erneut, diesmal mit Hilfe des englischen Piraten Drake, wurde jedoch abermals von den Spaniern geschlagen.
1598 starb Philipp I. (II.). Sein Sohn aus seiner letzten Ehe mit Anna von Österreich bestieg den Thron, in Spanien als Philipp III., in Portugal als Philipp II.
Während Philipp I. (II.) die Autonomie Portugals noch respektierte, wurde das Land unter seinen beiden Nachfolgern Philipp II. (= Philipp III. von Spanien, 1598–1621) und Philipp III. (= Philipp IV. von Spanien, 1621–1640) mehr und mehr an Spanien angegliedert. Die Versprechungen Philipps I. waren vergessen, Spanier wurden auf Posten in der portugiesischen Verwaltung berufen. Die Weigerung der Könige, Portugal zu besuchen, und Störungen des Handels durch die von Spanien geführten Kriege vergrößerten die Verbitterung in Portugal.
Außenpolitisch geriet Portugal in Opposition zu den vielen europäischen Feinden Spaniens. England, traditioneller Verbündeter Portugals, war nunmehr sein Gegner. Auch die Niederländer mit ihrer aufstrebenden Seemacht, die sich gerade erst in einem blutigen Bürgerkrieg vom spanischen Joch befreit hatten, versuchten den spanisch-portugiesischen Interessen zu schaden, wo es ihnen nur möglich war.
So verlor Portugal Hormuz an die Briten (1622), die Holländer eroberten Ceylon und Malakka, setzten sich in Brasilien (1630, Pernambuco) und Afrika (1637, Elmina) fest. Spanien wurde in den Dreißigjährigen Krieg verwickelt, in dem die spanischen Habsburger ihre österreichischen Verwandten unterstützten.
Alle diese Kriege, die Spanien zu führen hatte, ruinierten das Land und insbesondere die spanischen Staatsfinanzen. Der König erhob deshalb hohe Steuern, die Portugal ebenso betrafen wie den Rest seiner Besitzungen. In Portugal und auch in Kastilien kam es deswegen zu Aufständen. Als Philipp III. (IV.) den Zusammenschluss der portugiesischen mit der spanischen Armee dekretierte, war dies für den selbstbewussten portugiesischen Adel eine große Schmach; es war eine eindeutige Verletzung der Autonomieversprechen, die Philipp I. (II.) bei seiner Thronbesteigung den portugiesischen Cortes gegeben hatte.

## Die Herrschaft des Hauses Bragança

### Portugal erkämpft seine Unabhängigkeit

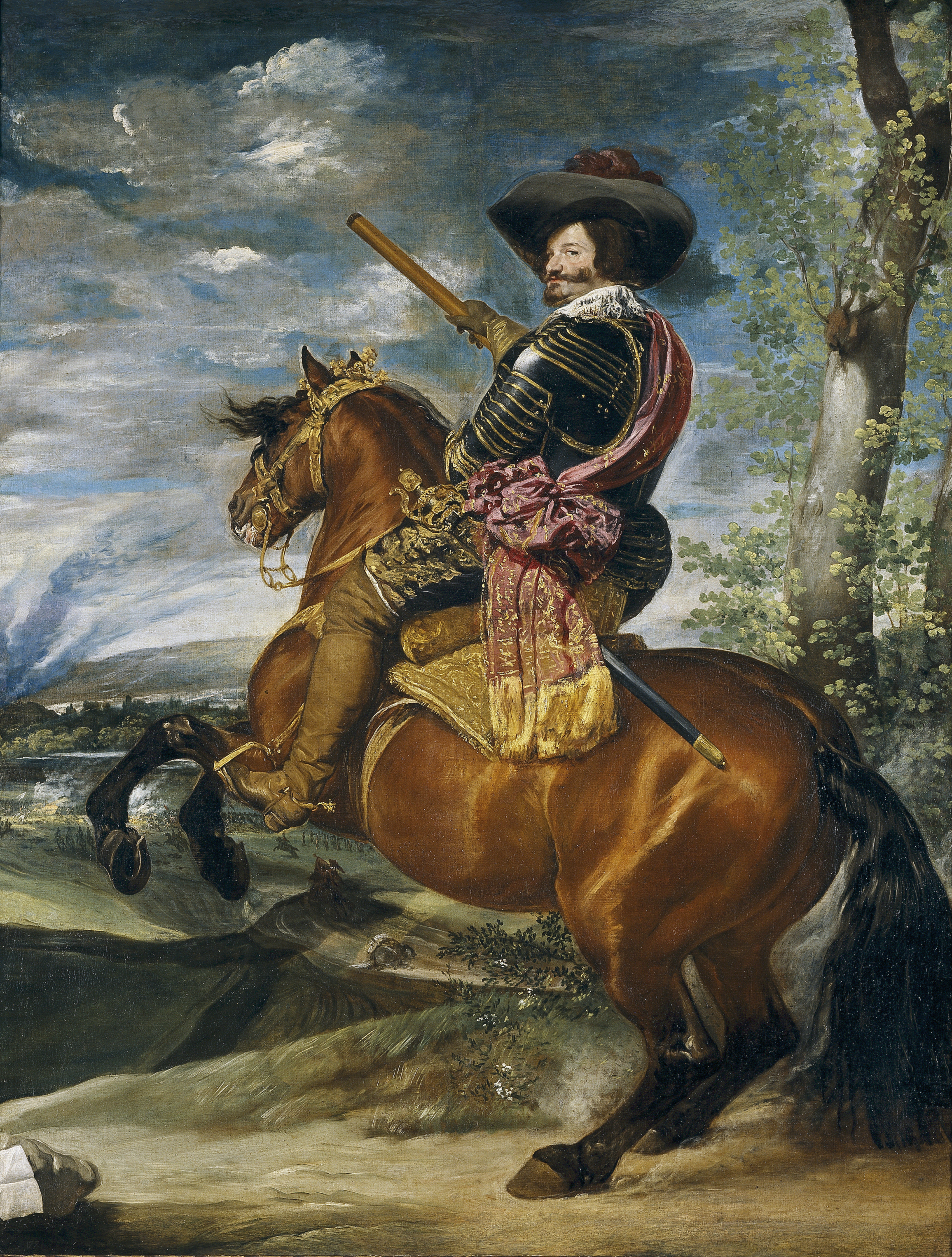
Der Herzog Olivares zu Pferde, Porträt von Diego Velázquez, 1634, Öl auf Leinwand, Prado

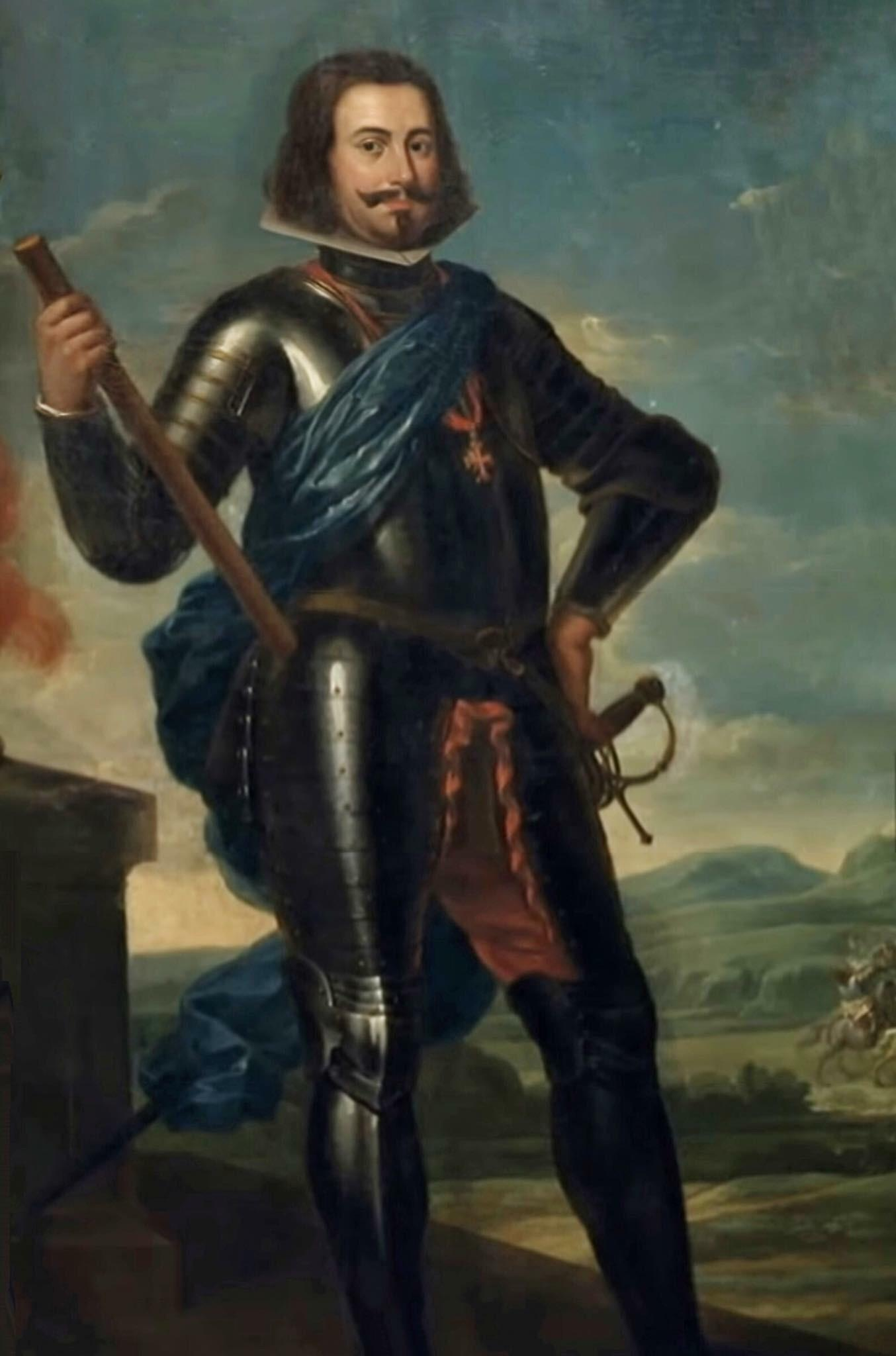
König Johann IV. von Portugal

1634 und 1637 kam es in Évora zu Aufständen, 1640 brach ein Aufstand in Katalonien aus. Der Herzog von Olivares, der allmächtige Premierminister Philipps III. (IV.), plante, portugiesische Truppen zur Niederschlagung des Aufstandes der Katalanen einzusetzen, was in Portugal für weitere Empörung sorgte. Frankreich, der große Widersacher der Habsburger und damit Spaniens, sah eine Chance, die Spanier zu schwächen. Kardinal Richelieu unterstützte deshalb die Portugiesen und ermunterte den Herzog von Bragança zum Aufstand gegen die Spanier. Die spanische Schwäche nutzend, wurde in einem Handstreich die spanische Statthalterin in Lissabon, die Herzogin von Mantua, gestürzt und das Oberhaupt der Familie Bragança als Johann IV. zum König ausgerufen.
Ein Aufstand, den der Erzbischof von Braga und einige Adelige anstifteten, um die Herrschaft der Habsburger wiederherzustellen, scheiterte. Johann ließ mehrere Adlige hinrichten und Geistliche zu längeren Haftstrafen verurteilen. Mit Johann IV. bestieg das Haus Bragança den portugiesischen Thron, die vorletzte Dynastie, die das Land regieren sollte.
Spanien reagierte erst Jahre später auf die Ereignisse in Portugal, da seine militärischen Kräfte durch den Dreißigjährigen Krieg und den Krieg mit Frankreich gebunden waren. 1644 kam es zu einer kleineren Schlacht bei Montijo. Portugal erneuerte zunächst seine Allianz mit England (Verträge mit Karl I. 1642, Oliver Cromwell 1654 und Karl II, der Catarina de Bragança heiratete, 1661). Portugal trat Tanger und Bombay an England ab. Zugleich versuchte Johann IV. erfolgreich, andere Teile des portugiesischen Kolonialreiches zurückzuerobern. Zwar war Malakka endgültig an die Holländer verloren, aber es gelang ihm, die Holländer 1648 aus Luanda und São Tomé und im Bündnis mit den Engländern während des ersten Englisch-Niederländischen Seekrieges 1654 aus Brasilien zu vertreiben. Durch den Verlust der ostindischen Kolonien wurde Brasilien jetzt zur wirtschaftlich bedeutendsten portugiesischen Kolonie, Rohrzucker, Gold und Diamanten aus Brasilien wurden zur wichtigsten Quelle portugiesischen Reichtums. Wegen der absehbaren Konfrontation mit den Spaniern verstärkte der König die Landesverteidigung. So wurde ein permanenter Kriegsrat und ein geheimer Rat zur Verteidigung der Landesgrenzen gegründet. Mit Hilfe der 1649 ins Leben gerufenen Allgemeinen Gesellschaft des Brasilienhandels (Companhia Geral do Comércio do Brasil) sollte vor allem der Seeverkehr zwischen Brasilien und Portugal gesichert werden. Unter Johann wurde Portugal wieder zu einem mächtigen und in Europa respektierten Land.
1656 verstarb Johann IV., und sein beim Tode des Vaters erst 13-jähriger ältester Sohn, Alfons VI., trat die Nachfolge an. Daher wurde eine Regentschaft unter seiner Mutter, Luísa de Guzmão, eingesetzt. Alfons VI. war seit seinem dritten Lebensjahr gelähmt und geistesschwach, so dass die Regentschaft auch nach seiner Volljährigkeit fortgeführt wurde. Infolge einer Verschwörung des dritten Grafen von Castelo Melhor gegen die Regentschaft begann Alfons VI. 1662 formal selbständig zu regieren, die Macht aber fiel de facto dem Grafen von Castelo Melhor zu, der grauen Eminenz hinter dem Thron.
1659, der Krieg mit Frankreich hatte im selben Jahr geendet, griff Spanien schließlich doch an und versuchte Portugal für die Habsburger zurückzuerobern (Restaurationskrieg). Die Spanier besetzten Elvas. Eine portugiesisch-britische Streitmacht schlug die Spanier jedoch in mehreren Schlachten. Im Jahr 1665 verstarb der spanische König Philipp IV. und damit der letzte Monarch aus dem Hause Habsburg, der noch den portugiesischen Königstitel getragen hatte. Die Spanier, durch die militärischen Niederlagen geschwächt, mussten 1668 im Frieden von Lissabon die portugiesische Unabhängigkeit anerkennen. Ceuta verblieb bei Spanien. Diese Siege über Spanien brachten dem König den Beinamen „o Vitorioso“ (der Siegreiche) ein.
Alfons VI. verlor immer mehr Einfluss an seinen jüngeren Bruder, den Infanten Peter II. Dieser verbündete sich mit der Königin gegen Alfons VI. Auch im Volk und in den Cortes war die allgemeine Meinung, dass Alfons VI. aufgrund seiner Behinderung nicht in der Lage war, das Land zu regieren. 1667 vertrieb Peter zusammen mit der Königin den bisherigen Kronrat und zwang den König, eine Urkunde zu unterschreiben, mit der Alfons auf die Ausübung der Regierung verzichtete. Die Cortes setzten 1668 den König ab und ernannten Peter zum Regenten. Die Ehe des Königs wurde, da er sie angeblich nicht vollziehen konnte, aufgelöst. Die Königin heiratete daraufhin den Prinzregenten Peter. Alfons VI. lebte bis zu seinem Tode 1683 als Gefangener in Sintra und auf den Azoren. Nach seinem Tode bestieg Prinzregent Peter als Peter II. den portugiesischen Thron.

### Portugal im Zeitalter des Absolutismus
Während der Regierung Peters II. wurde die Wirtschaft des Landes nach merkantilistischen Maßstäben umorganisiert (Reformen des dritten Grafen von Ericeira) und ein weitreichender Handelsvertrag mit England geschlossen (1668). Nach diesem Vertrag bekamen englische Produkte Zollpräferenz in Portugal im Ausgleich für englische Zollpräferenzen für portugiesischen Wein. Im Methuenvertrag von 1703 wurde Großbritannien schließlich die zollfreie Einfuhr von Textilien und Manufakturwaren erlaubt, Portugal bezahlte dafür mit dem Gold und den Diamanten Brasiliens. Dieser Vertrag, der bis 1842 in Kraft blieb, trug dazu bei, dass Portugal wirtschaftlich von Großbritannien abhängig wurde, und, da das Land von billigen britischen Produkten überschwemmt wurde, keine eigene Industrialisierung durchführte.
1653 und noch zweimal zwischen 1679 und 1698 traten die Cortes zum letzten Mal zusammen. Die nachfolgenden absolutistischen Könige beriefen die alte Ständeversammlung nicht mehr ein, die erst nach der liberalen Revolution von 1820 wieder zusammenkommen sollten.
Portugal trat 1703 auf britisch-österreichischer Seite in den Spanischen Erbfolgekrieg ein.
Im Jahr 1706 bestieg Johann V. den Thron (bis 1750). Unter ihm wurde der Absolutismus eingeführt; die Cortes waren schon seit 1696/98 nicht mehr einberufen worden. Johann V. wird als fähiger Staatsmann, hochgebildet und vielseitig interessiert geschildert, der sich Ludwig XIV. von Frankreich zum Vorbild nahm. Wie in Frankreich kümmerten sich auch in Portugal die Adeligen nicht mehr um ihren Landbesitz, sie sanken zu reinen Höflingen herab. Sein Reichtum, den der König, in der Tradition anderer absolutistischer Könige, in Bauten zu seinem Ruhme anlegte (Klosterpalast von Mafra, Universitätsbibliothek von Coimbra, Aquädukt von Águas Livres in Lissabon), stammte aus dem brasilianischen Goldhandel. In seine Regierungszeit fiel das Ende des spanischen Erbfolgekrieges. Einer portugiesischen Armee unter der Führung des Marquês das Minhas gelang es, Madrid einzunehmen, die Spanier und Franzosen siegten dann aber in der Schlacht bei Almansa (1707), der Franzose René Duguay-Trouin plünderte Rio de Janeiro. 1713 schlossen Portugal und Frankreich Frieden, 1715 schließlich auch Portugal und Spanien.
Johann V. trat auf Seite des Papstes in einen Krieg gegen die Türkei ein (Seeschlacht von Matapan, 1717), geriet jedoch bald in Gegensatz zum Heiligen Stuhl, als dieser versuchte, mehr Einfluss auf die katholische Kirche in Portugal zu gewinnen. Erst als der Papst einwilligte, dass alle Bischöfe Lissabons den Titel eines Kardinals und Patriarchen bekommen, und dem König den Titel „Allergläubigster König“ (o Rei fidelíssimo) verlieh, versöhnten sich König und Papst wieder. Unter Johann V. hatte das Land ein „Zweites Goldenes Zeitalter“ erlebt, von dem viele der von dem König errichteten großartigen Bauten heute noch künden.
Joseph I., sein Nachfolger, der von 1750 bis 1777 regierte, war mehr an seinen Bauten und der Oper interessiert als an den Staatsgeschäften. Er kritisierte die Verschwendungssucht seines Vaters und dessen Unterstützung der Inquisition. Als Joseph I. den Thron bestieg, berief er Adlige in seinen Beraterkreis, die in Opposition zu seinem Vater gestanden hatten, darunter den genialen Sebastião José de Carvalho e Melo, den ersten Marquês de Pombal.

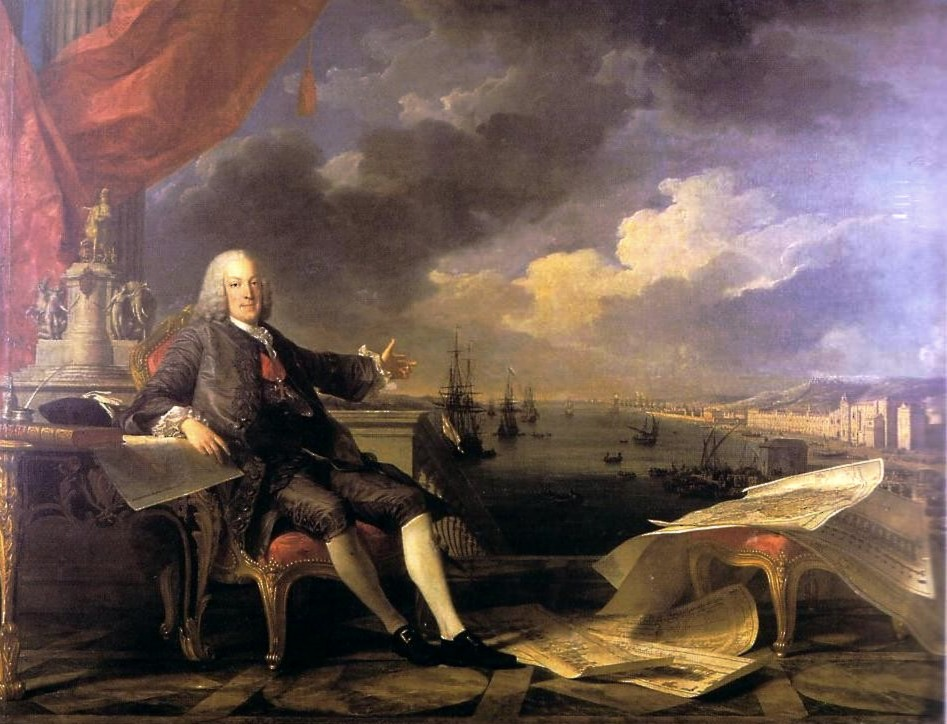
Marquês de Pombal, „Ausweisung der Jesuiten“ von Louis-Michel van Loo und Claude-Joseph Vernet, 1766.

1755 wurde Lissabon von einem schweren Erdbeben zerstört. Der Marquês de Pombal organisierte den Wiederaufbau. Nachdem er so sein organisatorisches Geschick unter Beweis gestellt hatte, wurde Pombal 1756 zum Ersten Minister und damit zum Regenten Portugals ernannt. Er legte den Grundstein für den Eintritt Portugals in die Moderne. Anstelle der traditionellen klerikalen Politik setzte der Marquis auf einen aufgeklärten Absolutismus. Dies brachte ihm schnell den Widerstand der Kirche ein. Die Jesuiten predigten, dass das Erdbeben Gottes Strafe für die Reformen des Marquis sei. Als es 1758 zu einem nie aufgeklärten Attentat gegen den König kam, schlug Pombal zurück. Die Erziehung wurde laiisiert, Oppositionspolitiker, darunter auch der Herzog von Aveiro, wurden exekutiert, ein bedeutendes Mitglied der Jesuiten wurde auf dem Scheiterhaufen verbrannt. 1759 wurde der Jesuitenorden in Portugal und Brasilien aufgelöst. Auch schaffte Pombal 1761 die Sklaverei in Portugal ab, nicht jedoch in Brasilien. Sämtliche noch bestehenden rechtlichen Diskriminierungen gegen die neuen Christen (getaufte Juden) wurden aufgehoben, die Zensur wurde von der Kirche auf den Staat übertragen, die Inquisition der Aufsicht des Staates unterstellt. An der Universität wurde eine naturwissenschaftliche Fakultät gegründet, ein staatliches Schulwesen geschaffen, die Indianer in Brasilien wurden emanzipiert. Unter der Oberaufsicht des Grafen Wilhelm zu Schaumburg-Lippe wurde das portugiesische Heer reformiert. Der Marquis sorgte dafür, dass verstärkt portugiesische Siedler in Brasilien angesiedelt wurden, und förderte den Brasilienhandel durch die Gründung von Handelsgesellschaften, darunter der Ostindischen Kompanie. Sowohl die Landwirtschaft als auch der Handel erlebten in dieser Zeit einen Aufschwung, die finanzielle Lage des Staates verbesserte sich erheblich.
Joseph I. war mit einer spanischen Bourbonenprinzessin verheiratet. Trotzdem war er nicht bereit, Großbritannien, den traditionellen Verbündeten Portugals, im Stich zu lassen, und dem spanisch-französischen Bündnis gegen Großbritannien beizutreten. Spanien fiel daraufhin 1762 in Portugal ein, musste aber bereits 1763 Frieden schließen und Portugal wieder verlassen. Die letzten drei Jahre führte die Königin die Regentschaft für den erkrankten König.
Joseph I. hinterließ keinen männlichen Erben und stand deshalb vor der Wahl, entweder die weibliche Thronfolge zu ermöglichen – dann wäre seine Tochter Maria ihm auf den Thron gefolgt – oder an der männlichen Thronfolge festzuhalten; dann wäre sein jüngerer Bruder, Peter III., als nächster in der Thronfolge berufen. Das Dilemma wurde dadurch gelöst, dass Joseph seinen Bruder mit seiner Tochter verheiratete. Gemeinsam besteigen sie als Maria I. und Peter III. den Thron.
Die neue Königin war sehr religiös und die antiklerikale Politik des Marquês de Pombal ihr deshalb ein Graus. Sobald sie den Thron bestiegen hatte, entließ sie deshalb Pombal, den sie auf seinem Landsitz unter Hausarrest stellte. Maria I. machte eine Reihe der antikirchlichen Reformen des Marquis rückgängig, setzte jedoch seine Außen- und Wirtschaftspolitik fort. Die Infrastruktur des Landes wurde erneuert, ein Außenhandelsgleichgewicht mit Großbritannien erreicht, die Abhängigkeit von Großbritannien durch eine Diversifizierung des Handels und eine Allianz mit Russland gemindert.
Nach dem Tod ihres Mannes verfiel die Königin allerdings zunehmend in eine irrationale Frömmigkeit, wurde schließlich wahnsinnig und 1792 entmündigt. Die Regentschaft übernahm ihr Sohn, der Thronfolger und spätere König Johann VI.

### Französische und britische Besetzung, die brasilianische Periode

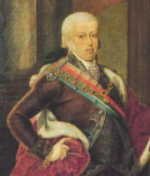
König Johann VI. von Portugal und Brasilien, flieht vor Napoléon nach Rio de Janeiro

Portugal befand sich durch seine Allianz mit Großbritannien außenpolitisch in einer äußerst prekären Situation gegenüber dem revolutionären Frankreich. Aus Angst, die revolutionären Ideen könnten nach Brasilien überspringen, beteiligte es sich am Krieg gegen Frankreich (1793), stand jedoch ab 1795 mit Großbritannien als letztem Verbündeten auf dem Kontinent allein. Spanien nutzte diese Schwäche und eroberte 1801 im sogenannten „Orangen-Krieg“ (Guerra de Las Naranjas) Teile Portugals (spanisches Ultimatum, spanische Besetzung des Alentejo, Abtretung der Stadt Olivença an Spanien im Frieden von Badajoz). Lucien Bonaparte und Manuel de Godoy erpressten eine hohe Entschädigung, die in ihre eigenen Taschen wanderte. Dafür ignorierten sie die Wünsche Napoleons und verzichteten auf die Besetzung mehrerer portugiesischer Provinzen. Darüber außer sich vor Wut, nannte Napoleon seinen Bruder einen Schurken und Dieb und prophezeite der spanischen Monarchie ein bitteres Ende. 1806 verhängte Napoleon in Berlin die Kontinentalsperre gegen Großbritannien. Portugal konnte napoleonischem Drängen, seine Häfen gegenüber britischen Schiffen zu verschließen und sich der Kontinentalblockade anzuschließen, nicht nachgeben, da es zu sehr vom britischen Handel abhängig war. Das französische Drängen wurde nach Napoleons Niederlage in der Seeschlacht von Trafalgar (1805) immer stärker, und 1806 stellte Napoleon Portugal ein Ultimatum. Entweder das Land erkläre den Briten den Krieg, oder Frankreich erkläre Portugal den Krieg. 1807 musste Spanien im Vertrag von Fontainebleau den Franzosen Durchmarschrechte zugestehen, durch die es Napoleon gelang, Portugal zu besetzen: General Junot eroberte Lissabon, die königliche Familie floh nach Brasilien und Rio de Janeiro wurde neuer Regierungssitz.

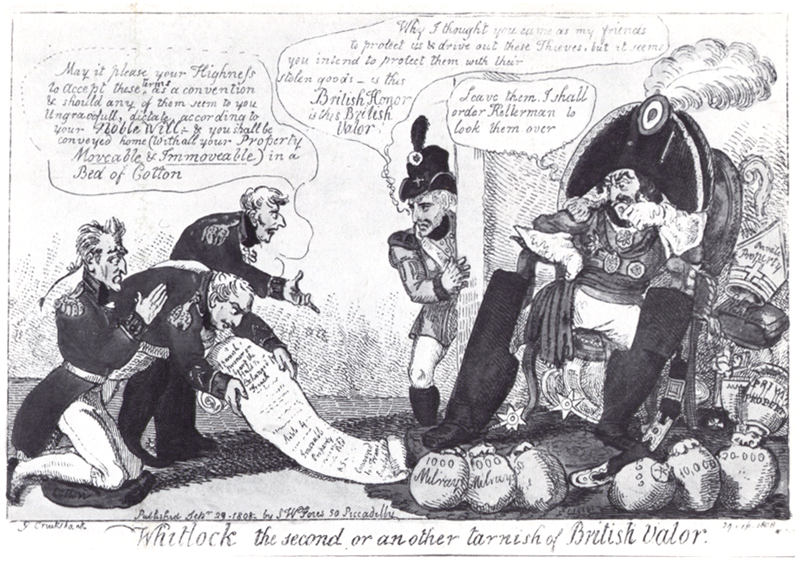
George Cruikshank: Whitlock der Zweite, oder: Eine neue Trübung britischen Heldenmuts; Karikatur auf das überraschende Zugeständnis der Briten, den Franzosen nach ihrer Niederlage 1808 bei ihrem Abzug die Mitnahme von „Privateigentum“ zu gestatten

Diese erste Besetzung Portugals von 1808 war allerdings nur solange erfolgreich, bis ein britisches Expeditionscorps von 13.000 Mann unter dem Befehl des britischen Generals und späteren Herzogs von Wellington Arthur Wellesley in Portugal landete. Den Briten gelang es schnell, den Franzosen mehrere Niederlagen beizubringen. General Junot und seine Männer mussten sich aus Portugal zurückziehen, die Briten ihnen allerdings im Vertrag von Sintra freien Abzug gewähren. 1809 versuchten es die Franzosen ein zweites Mal, diesmal unter Marschall Soult, der von Galicien kommend nach Portugal einmarschierte. Die britisch-portugiesischen Truppen standen zunächst unter dem Befehl von William Carr Beresford, später erneut unter dem Befehl von Arthur Wellesley, der, als er von der neuen Invasion gehört hatte, nach Portugal zurückgekehrt war. Mit dem Sieg von Talavera de la Reina über die Franzosen (27./28. Juli 1809) war auch die zweite Invasion beendet.
Im August 1810 versuchten es die Franzosen zum dritten Mal, diesmal besetzten die Marschälle Masséna, Ney und Junot die Provinz Beira. Wellington besiegte sie am 27. September 1810 in der Schlacht von Buçaco, nahe Coimbra. Denn die Briten und Portugiesen hatten die Zeit genutzt, um bei Torres Vedras, nördlich von Lissabon, eine befestigte Verteidigungslinie auszuheben. Die französische Invasion wurde an dieser Linie aufgehalten, die Franzosen erlitten große Verluste. Nach der Niederlage von Sabugal (3. April 1811) mussten sie sich endgültig aus Portugal zurückziehen, das Land war damit befreit. Offiziell endete der Krieg jedoch erst 1814 mit der französischen Niederlage in der Schlacht von Toulouse.
Gleichwohl war das Ergebnis des Krieges für Portugal ein Desaster: Der Aufbau der Industrialisierung war gestoppt, das Land durch die Taktik der verbrannten Erde, die sowohl die Franzosen als auch die Briten angewandt hatten, verwüstet. Konstitutionell wurde Portugal von Brasilien aus regiert, das 1815 einen neuen Status erhielt und nun nicht mehr portugiesische Kolonie war, sondern unabhängiges Königreich gleichen Rechts wie Portugal und mit diesem durch Personalunion verbunden. Portugal war stark verschuldet, seine Handelsabhängigkeit von Großbritannien wuchs. Seit 1810 hatte Großbritannien überdies das Recht, unter Umgehung Portugals direkt mit Brasilien Handel zu treiben. Portugal wurde de facto brasilianische Kolonie und britisches Protektorat, die Macht im Lande lag in den Händen des britischen Befehlshabers William Carr Beresford.
Nach dem Tod Marias I. 1816 wurde der Prinzregent in Rio de Janeiro als Johann VI. zum König von Brasilien und Portugal gekrönt.

### Liberale Revolution und der Kampf zwischen Absolutisten und Konstitutionalisten
Innenpolitisch wuchs, besonders in der portugiesischen Armee, der Ruf nach einer Verfassung. Die liberalen politischen Ideen, von Napoleon und den Truppen des revolutionären Frankreichs nach Portugal gebracht, fielen in der schlecht bezahlten Armee auf fruchtbaren Boden. Die Abwesenheit der königlichen Familie, die Anwesenheit ausländischer Kommandanten (Beresford) und die Ereignisse im benachbarten Spanien, wo der Liberalismus Erfolge feierte, führten zu zusätzlicher Unruhe in Portugal. Beresford konnte 1817 durch die Hinrichtung einer Reihe von Verschwörern, darunter des liberalen Generals Gomes Freire de Andrade, zwar nochmals die Oberhand gewinnen, sein hartes Vorgehen aber verstärkte nur noch die Entschlossenheit seiner Gegner.
1820 kam es schließlich zur liberalen Revolution, die mit einem Offiziersaufstand in Porto begann. Im Ergebnis wurden die Briten entmachtet und eine verfassungsgebende Cortes gewählt, die unter Führung des Juristen Manuel Fernandes Tomás die erste Verfassung des Landes erarbeitete, die am 23. September 1822 als „Politische Verfassung der Portugiesischen Monarchie“ durch die Cortes angenommen wurde. Johann VI. wurde zur Rückkehr nach Portugal aufgefordert, eine Aufforderung, der der König noch im selben Jahr eher widerwillig nachkam. Kronprinz Peter IV. ließ er allerdings in Brasilien zurück. Als die Cortes nun auch versuchten, den Kronprinzen zur Rückkehr nach Portugal zu bewegen und dazu auch noch den Kolonialstatus für Brasilien wiedereinzuführen, erklärte jener am 7. September 1822 die brasilianische Unabhängigkeit. Brasilien wurde Kaiserreich und aus Kronprinz Peter von Portugal Kaiser Peter I. von Brasilien (Dom Pedro I).
Nach der Rückkehr des Königs spitzte sich der Konflikt zwischen den liberalen Konstitutionalisten, also denjenigen, die wollten, dass Portugal als konstitutionelle Monarchie regiert werde, und den Absolutisten, also Anhängern der absoluten, durch keine Verfassung beschränkten Monarchie, dramatisch zu. Der Riss ging dabei quer durch die königliche Familie: während der König zögerlich lavierte, einen Bruch mit den Liberalen aber vermeiden wollte, waren Königin Charlotte Johanna und Prinz Michael kompromisslose Anhänger des Absolutismus.
1824 kam es zu einem Aufstand der konservativen Kräfte gegen die neue liberale Verfassung. Von seiner Frau und seinem Sohn Michael in einem seiner Paläste gleichsam wie ein Gefangener gehalten, sollte der König zur Abdankung gezwungen werden, wobei Frankreich und die Heilige Allianz die Konterrevolution in Portugal unterstützen. Frankreich entsandte ein Heer nach Spanien, das dort den Liberalismus beseitigte und mit Portugal ähnliches vorhatte, doch aufgrund einer britischen Intervention gestoppt wurde. Der König selbst konnte aus seinem Palast auf ein britisches Kriegsschiff fliehen, übernahm von dort wieder den Oberbefehl über seine Armee und zwang Prinz Michael schließlich ins Exil nach Österreich. Die Verfassung von 1821 wurde allerdings widerrufen und Johann VI. regierte noch zwei weitere Jahre, bis er 1826 starb.

### Der Miguelistenkrieg

König Michael I. von Portugal

Nach dem Tod Johanns VI. erbte sein ältester Sohn, Kaiser Peter I. von Brasilien, den portugiesischen Thron, den er unter dem Namen Peter IV. bestieg, allerdings in Brasilien verblieb. Regentin wurde seine Schwester, Elisabeth Maria von Braganza, die noch von Johann VI. testamentarisch in dieses Amt eingesetzt worden war.
Peter IV. erließ 1826 eine neue Verfassung, die sogenannte Charta. Sie war konservativer gehalten als die liberale Verfassung von 1821, da der König – vergeblich – hoffte, durch die neue Verfassung den Konflikt zwischen Liberalen und Absolutisten zu entschärfen. Elisabeth Maria, selbst Anhängerin der Absolutisten, wehrte sich zwar gegen die Charta, wurde aber später vom Herzog von Saldanha gezwungen, diese in Kraft zu setzen.
Peter IV. gelang es dabei nicht, seine beiden Reiche wieder zu vereinen. Er scheiterte nach kurzer Zeit an der Unmöglichkeit, Brasilien und Portugal zugleich zu regieren. In Portugal war man nicht mehr gewillt, erneut einen König, der nicht im Lande residiert, zu ertragen. In Brasilien dagegen wurde die Kritik daran, dass der Kaiser mehr und mehr Energie zur Lösung der portugiesischen Probleme aufwandte, immer lauter. So musste der Monarch sich schließlich zwischen Brasilien und Portugal entscheiden, und er entschied sich für Brasilien, um im Mai 1826 nach nur zwei Monaten Regierung in Portugal als portugiesischer König zugunsten seiner minderjährigen Tochter Maria da Glória abzudanken. Die beiden Monarchien von Portugal und Brasilien waren damit endgültig getrennt.
Zur Regelung der Nachfolge hatte sich Peter IV. eine schlaue Lösung ausgedacht. Da seine Tochter noch zu jung war, um zu regieren, sollte sein Bruder Michael aus dem österreichischen Exil zurückgeholt werden, um bis zur Volljährigkeit der Königin als Regent zu fungieren. Später, wenn die Königin volljährig sein würde, sollte Michael diese, also seine eigene Nichte, heiraten, und mit ihr gemeinsam den Thron besteigen. Vorher aber musste Michael der Verfassungscharta Treue schwören, was er auch tat.
Michael hatte allerdings andere Pläne. Kurz nach seiner Rückkehr nach Portugal verbündete er sich mit den Absolutisten, setzte seine Nichte und Braut ab, ließ eine traditionelle Ständeversammlung einberufen und sich selbst von dieser zum König ausrufen. Er regierte Portugal als letzter Monarch absolutistisch, in Portugal ein politisches Zwangssystem einrichtend, das seine innenpolitischen Gegner, Liberale und Konstitutionalisten, entweder ins Exil zwang oder ins Gefängnis warf.
Peter IV. allerdings war, bestrebt, seiner Tochter den portugiesischen Thron zu erhalten, nicht bereit, diesen Vertrauensbruch seines jüngeren Bruders hinzunehmen. Zudem hatte er in Brasilien mit zunehmenden innenpolitischen Schwierigkeiten zu kämpfen, und so trat er 1831 auch als Kaiser von Brasilien (dort zugunsten seines Sohnes Peters II.) zurück, um nach Europa zurückzukehren und dort den Kampf gegen seinen Bruder zu beginnen, der unter dem Namen Miguelistenkrieg oder auch Krieg der zwei Brüder (1832–1834) in die Geschichte einging. Mit Hilfe seiner Feldherren, der Herzöge von Saldanha und Terceira, gelang es ihm, Michael zu besiegen. Dieser musste erneut ins Exil gehen, kurze Zeit später aber verstarb Peter IV., seine Tochter wurde für volljährig erklärt und begann selbständig zu regieren.

### Das Zeitalter des Liberalismus
Zwar spielten die Absolutisten nach ihrer Niederlage im Miguelistenkrieg keine bedeutende Rolle mehr in der portugiesischen Politik, das Land aber kam trotzdem politisch nicht zur Ruhe. Die Liberalen waren eine heterogene Gruppe und vor allen Dingen durch ihre Gegnerschaft zu den Absolutisten zusammengehalten, die ja jetzt wegfiel, weshalb sie sich schnell in einen links- und einen rechtsliberal-konservativen Flügel aufspalteten. Der Streit entzündete sich an der Frage, wie die zukünftige Verfassung des Landes aussehen sollte. Während die Linksliberalen – sie wurden Setembristen genannt – die Verfassung von 1821 wieder in Kraft setzen wollten, waren die Cartisten genannten Rechtsliberal-Konservativen Anhänger der Verfassungscharta von 1826.

#### Die Regierung der Cartisten

João Carlos Gregório Domingos Vicente Francisco de Saldanha Oliveira e Daun, 1. Graf, 1. Markgraf und 1. Herzog von Saldanha

Königin Maria II. war eine Anhängerin der Cartisten. In der Zeit von 1834 bis 1836 ernannte sie deshalb ausschließlich cartistische Regierungen. Ministerpräsidenten dieser Zeit waren die Helden des zurückliegenden Miguelistenkriegs, also vor allem die Herzöge von Saldanha, Terceira und Palmela, die zunächst daran gingen, durch politische Reformen die Hinterlassenschaft der Absolutisten zu überwinden. Verwaltung und Justiz wurden nach napoleonischem Vorbild neu organisiert, die Handelsmonopole der großen Korporationen abgeschafft, die religiösen Orden aufgelöst. Das Kircheneigentum wurde nationalisiert und in einem verzweifelten Versuch, die finanzielle Situation des Landes zu verbessern, verkauft und damit eine neue Klasse von Großgrundbesitzern geschaffen, die sich vor allem aus dem Großbürgertum rekrutierte. Miguelistische Bischöfe wurden abgesetzt, das Land geriet in scharfen Gegensatz zur katholischen Kirche. Die Regierungen dieser Zeit wechselten allerdings auch in schneller Folge, stürzten über interne Skandale sowie den Widerstand der Setembristen.

#### Die Setembristen an der Macht

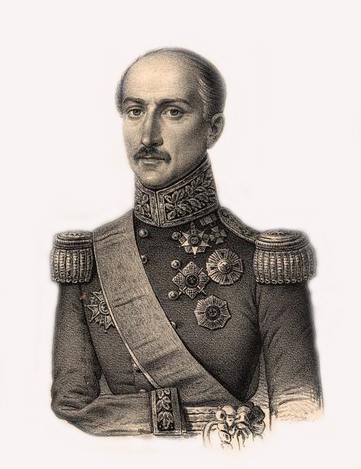
Der Markgraf von Sá da Bandeira

1836 kam es, nach wohl gefälschten Wahlen, die die Cartisten gewannen, zur Septemberrevolution in Portugal, der Machtübernahme der Setembristen. Sehr gegen ihren Willen musste die Königin bis 1842 setembristisch geprägte Kabinette ernennen, die besonders von Manuel da Silva Passos und dem Marquis von Sá da Bandeira geprägt wurden.
Gegen die setembristische Regierung gab es einigen, auch gewaltsamen Widerstand seitens der Cartisten, der teils insgeheim, teils offen, auch von der Königin unterstützt wurde (1836 Belenzada, 1837 Aufstand der Marschälle, 1838 Meutereien in Lissabon).
Dessen ungeachtet gelang es den Setembristen, eine Reihe von bedeutenden Reformen durchzuführen. So wurde das Schulwesen reformiert, heute noch berühmte Institutionen wie die Akademie der Schönen Künste und das Nationaltheater wurden gegründet. Die Grundlagen für das in seinen Grundzügen bis heute unveränderte portugiesische Steuersystem wurden gelegt, die Sklaverei auch in den Kolonien abgeschafft.
1837 wurde schließlich eine neue verfassunggebende Cortes gewählt, die dem Land eine wiederum neue, extrem demokratische Verfassung gab.
Ab 1840 jedoch sank der Einfluss der Setembristen wieder, die Königin konnte ihren Willen durchsetzen und mit der Berufung von António Bernardo da Costa Cabral zum Justizminister einen ihrer Vertrauten und zudem Cartisten im Kabinett platzieren.

#### Der Cabralismus

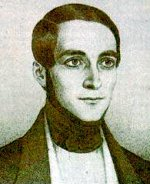
António Bernardo da Costa Cabral, 1. Markgraf von Tomar

Die politische Szene der Jahre 1842 bis 1846 wurde vollkommen von António Bernardo da Costa Cabral, dem späteren Marquis von Tomar, beherrscht, deshalb wird diese Periode auch als Cabralismus (cabralismo) bezeichnet. Costa Cabral, zu diesem Zeitpunkt gerade Justizminister, beendete 1842 durch einen Putsch die Herrschaft der letzten setembristischen Regierung. Von der Königin zum Ministerpräsidenten ernannt, setzte er die neue setembristische Verfassung außer Kraft und die Verfassungscharta von 1826 abermals in Kraft. Bis 1846 regierte er das Land autoritär diktatorisch, führte allerdings auch eine Reihe von zukunftsweisenden Reformen durch, so dass die Bewertung der Person Costa Cabrals und seiner Regierungszeit bis heute in der portugiesischen Geschichtsschreibung umstritten ist.

#### Bürgerkrieg und Restauration
Die allgemeine Unzufriedenheit mit der Diktatur Costa Cabrals führte 1846 zum Aufstand von Maria da Fonte, durch den Costa Cabral gestürzt wurde. Die Königin entließ ihn zwar schweren Herzens, ernannte jedoch schon nach kurzer Zeit eine neue konservativ-cartistische Regierung unter dem Herzog von Saldanha. Die Setembristen bildeten daraufhin in ihrer Hochburg Porto eine Gegenregierung und es kam zum Bürgerkrieg. Außerstande, der Aufständischen im Norden des Landes Herr zu werden, konnte die Regierung den Bürgerkrieg schließlich erst durch das Eingreifen britischer und spanischer Truppen im Jahr 1847 für sich gewinnen.
Nach dem Bürgerkrieg trat die portugiesische Politik in eine ruhigere Phase ein. Aus den Cartisten und Setembristen entwickelten sich politische Parteien, aus den Cartisten die Regenerationspartei, aus den Setembristen die Historische Partei, so dass der Dissens zwischen den beiden Strömungen fortan wieder mehr mit politischen als mit militärischen Mitteln ausgetragen wurde. Die Zeit bis 1856 stand dabei im Zeichen von Regierungen der Regenerationspartei, namentlich des Herzogs von Saldanha, der über längere Jahre (1846–1849 und 1851–1856) Regierungschef war. Und auch Costa Cabral wurde nochmals kurzzeitig Ministerpräsident (1849–1851), stürzte aber über Skandale und seine große Unbeliebtheit.

## Das Haus Sachsen-Coburg-Gotha, die letzten portugiesischen Könige

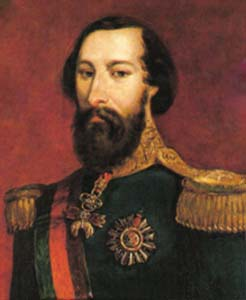
König Ferdinand II. von Portugal aus der deutschen Adelsfamilie Sachsen-Coburg und Gotha

1853 verstarb Königin Maria II. im Alter von nur 34 Jahren bei der Geburt ihres elften Kindes, und mit ihrer Regentschaft endete zugleich die Herrschaft des Hauses Bragança. Schon 1836 allerdings hatte die Königin Ferdinand II. von Sachsen-Coburg-Gotha geheiratet, und so kam durch diese Ehe der portugiesische Zweig der deutschen Adelsfamilie, die sich bis auf das Haus Wettin und die Markgrafen von Meißen zurückverfolgen lässt, auf den portugiesischen Thron.
Nachfolger Marias II. wurde ihr Sohn Peter V., der beim Tod seiner Mutter noch minderjährig war, so dass zunächst sein Vater, Ferdinand II., die Regentschaft übernahm. 1855 aber wurde der junge König volljährig und übernahm selbst die Regierung.

### Zeit des Rotativismus
In der Folge entwickelte sich in Portugal eine oligarchisch parlamentarische Monarchie. Angesichts dessen, dass die Politiker sowohl der Regenerations- wie auch der Historischen Partei beide der Klasse des Großbürgertums entstammten, es sich mithin um eine kleine, abgeschlossene Gruppe von Personen handelte, die alle den gleichen Hintergrund hatten, bildete sich in der Regierungsausübung ein System der regelmäßigen Rotation heraus, das in der portugiesischen Geschichtsschreibung „Rotativismus“ (Rotativismo) genannt wird: Sobald eine Partei nicht mehr in der Lage war, die Regierung auszuüben, gab sie ihr Mandat an den Monarchen zurück, woraufhin dieser einen Politiker aus der Opposition als Regierungschef ernannte und erst danach das Parlament auflöste, so dass stets sichergestellt war, dass die gerade zur Regierungsverantwortung gekommene Partei hernach auch eine parlamentarische Mehrheit bekam. Was man im Übrigen (angesichts der Tatsache, dass sowieso nur ein Prozent der Bevölkerung wahlberechtigt war) notfalls auch leicht durch Manipulation der Wahlen garantieren konnte. Und sich bei diesem System die beiden großen Parteien somit – worauf man achtgab – stets in etwa die gleiche Zeit regierend in der Regierungsverantwortung abwechselten.

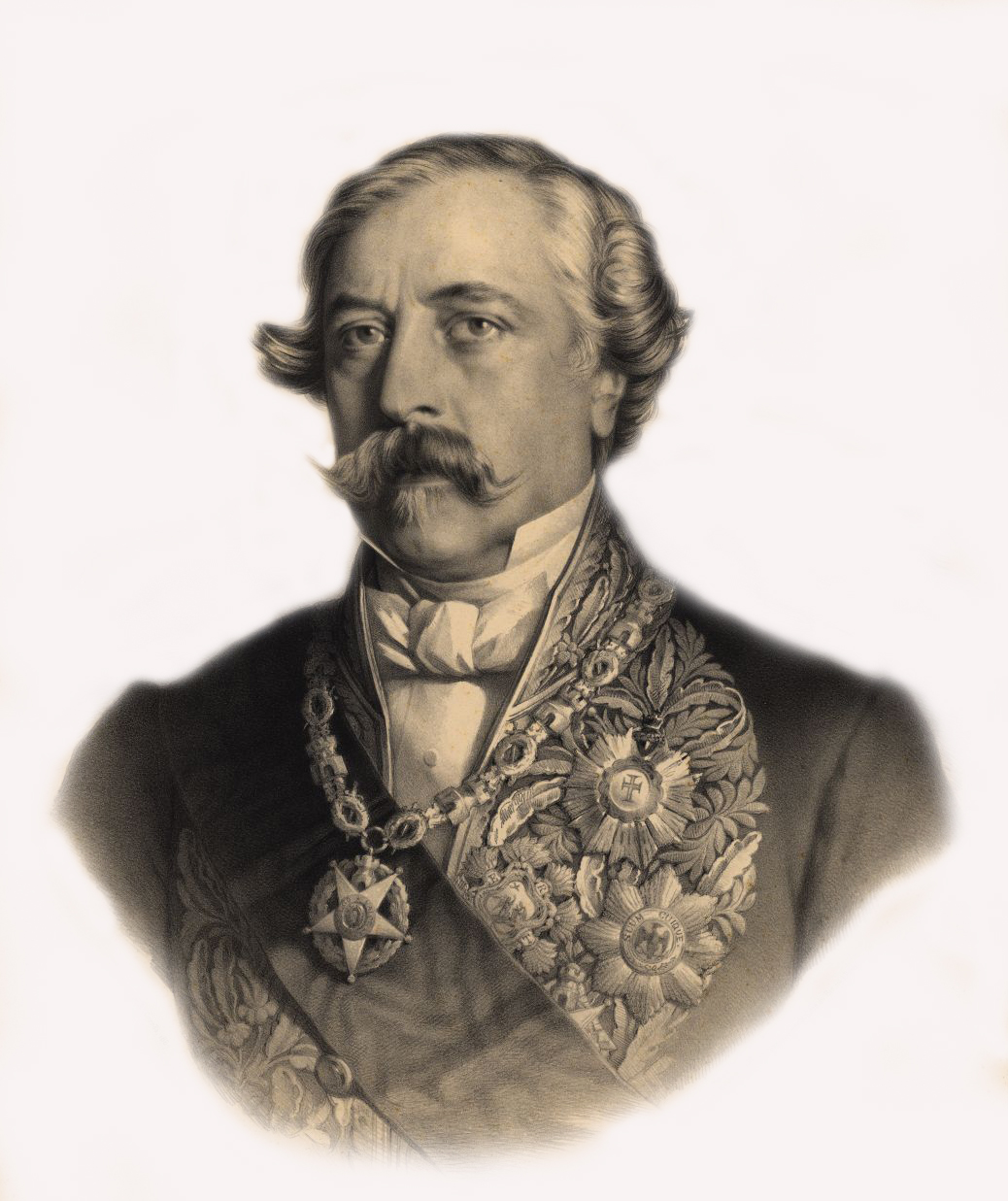
Der Herzog von Loulé

Ihren Anfang nahm diese Praxis dabei 1856 mit der Entlassung des Langzeit-Ministerpräsidenten Saldanha und darauffolgenden Ernennung des Herzogs von Loulé, seines Zeichens Führer der Historischen Partei, zum neuen Regierungschef durch König Peter V., womit erstmals seit dem Staatsstreich Costa Cabrals von 1842 wieder ein Erbe der Setembristen an die Macht kam. Die Regierung des Herzogs von Loulé regierte bis 1859, danach wechselten sich Regenerationspartei (Regierung des Herzogs von Terceira 1859–1860, Regierung Joaquim António de Aguiar 1860–1861) und Historische Partei (erneut der Herzog von Loulé bis 1865) in kurzer Folge ab.
Die Herrschaft Peters V. endete tragisch. 1858 hatte er Stephanie von Hohenzollern-Sigmaringen geheiratet, die allerdings bereits ein Jahr später verstarb. Der junge König verfiel in tiefe Depressionen, und 1861 verstarb dann auch der im Volk äußerst beliebte König im Alter von nur 24 Jahren selbst. Während einer Fieberepidemie erkrankt, starben binnen kurzem zusammen mit ihm auch zwei seiner Brüder, woraufhin als ältester noch lebender Sohn von Maria II. Ludwig I. den portugiesischen Thron bestieg.
Von 1865 bis 1868 regierte eine große Koalition aus Historischer und Regenerationspartei unter Joaquim António de Aguiar. Wegen Steuererhöhungen kam es an Neujahr 1868 in Lissabon zu Ausschreitungen, über die diese Regierung stürzte. Danach regierte zunächst wieder die Regenerationspartei (António José de Ávila), dann der Marquis von Sá da Bandeira, der zwischenzeitlich aus der Historischen Partei ausgetreten war und seine eigene Partei, die Reformistische Partei gegründet hatte. Es folgte erneut der Herzog von Loulé, der 1870 durch einen operettenhaften Putsch des inzwischen 80-jährigen (!) Herzogs von Saldanha gestürzt wurde. Diese letzte Regierung Saldanhas wurde nach nur wenigen Monaten von Sá da Bandeira beendet, der daraufhin Neuwahlen durchführte.

### Der Fontismus

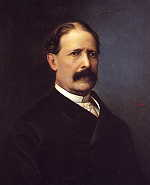
Fontes Pereira de Melo

Nach der Neuwahl (9. Juli 1871) wurde die erste Regierung Fontes Pereira de Melo von der Regenerationspartei gebildet. Fontes Pereira de Melo blieb bis März 1877 im Amt und führte die längste Regierung dieses Abschnitts der portugiesischen Geschichte, in dem eine Reihe wichtiger Politiker, die das Schicksal Portugals bis dahin bestimmt hatten, starben, so 1874 Joaquim António de Aguiar, 1875 der Herzog von Loulé und 1876 der Marquis von Sá da Bandeira. Die Regierungszeit Fontes Pereira de Melo war besonders von der einsetzenden Industrialisierung geprägt.
In diese Zeit fällt auch das erste Auftreten der Republikaner. Nachdem im benachbarten Spanien im Februar 1873 die Erste Spanische Republik ausgerufen wurde, schlossen sich auch in Portugal die Anhänger der republikanischen Staatsform zusammen und gründeten 1876 die erste Republikanische Partei.
Durch den Tod Sá da Bandeiras verlor die von ihm gegründete Reformistische Partei, die ja eine Abspaltung von der Historischen Partei war, ihre Existenzgrundlage und vereinigte sich deshalb 1876 wieder mit der Historischen Partei zur nun Progressiven Partei. Anselmo José Braamcamp wurde zum Vorsitzenden der neuen Partei gewählt.
In der Tradition der Historischen Partei, die ihrerseits die Bewegung der Setembristen weiterführte, waren die Progressiven eine liberale Linkspartei, während die Partei der Regeneration das konservative Element in der portugiesischen Politik repräsentierte.
Die Progressiven forderten u. a. eine Verfassungsreform, die Ausweitung des Wahlrechts auf weitere Wahlberechtigte, Dezentralisierung in der Verwaltung sowie eine Reorganisation der Finanzverwaltung und der Justiz. 
1877–1878 musste Fontes Pereira de Melo vorübergehend die Regierung an António José de Ávila abgeben (offiziell trat er krankheitsbedingt zurück, tatsächlich jedoch war die Kritik an seiner Regierung zu stark geworden). Die Rückkehr von Fontes Pereira de Melo, der Januar 1878 von König Ludwig I. erneut mit der Regierungsbildung beauftragt wurde, rief starke Proteste der Progressiven Partei hervor, die sich erstmals nicht nur gegen de Melo, sondern auch gegen den König selbst richteten. Bei der Parlamentswahl vom 13. Oktober 1878, bei der erstmals auch ein republikanischer Abgeordneter in die Cortes gewählt wurde, konnte sich dennoch die Regenerationspartei noch einmal gegen die Progressive Partei behaupten.
Über einen Skandal, der sich an den Beziehungen des Finanzministers mit der Überseebank entzündete, stürzte am 29. Mai 1879 die zweite Regierung Fontes Pereira de Melo und die Progressiven mit ihrem Führer Anselmo José Braamcamp kamen erstmals an die Macht, damit im Prinzip den „Rotativismus“, wenn auch nun zwischen Regenerations- und Progressiver Partei, fortführend.
Die Regenerationspartei stand in kompromissloser Opposition zu der neuen Regierung, und so gelang es Fontes Pereira de Melo 1881, die Regierung Braamcamp durch ein Misstrauensvotum zu stürzen und wieder die Regierung zu übernehmen. Am 16. September 1885 starb Braamcamp, sein Nachfolger wurde José Luciano de Castro. Als die Regierung von Fontes Pereira de Melo im Februar 1886 über einen Steuerstreit zurücktreten musste, trat de Castro die Nachfolge an der Regierungsspitze an.
Im Januar 1887 starb Fontes Pereira de Melo. Bei den Parlamentswahlen im selben Jahr konnten sich nun die Progressiven behaupten, die Republikaner stellten zwei Abgeordnete. António de Serpa Pimentel wurde Nachfolger von Pereira de Melo als Vorsitzender der Regenerationspartei und damit neuer Oppositionsführer. Bei einer Nachwahl 1888 wurde auch der Republikaner Teófilo Braga, der 1910 der erste Präsident der Republik werden sollte, in Lissabon zum Abgeordneten gewählt.

### Die Krise des Ancien Régime

#### Die Kolonialkrise
1889 starb der König, und sein Sohn Karl I. (Dom Carlos) bestieg den Thron Portugals. Die Folgezeit wart durch ein wiedererwachendes Interesse an den überseeischen Teilen des Reiches, ganz besonders den afrikanischen Besitzungen gekennzeichnet. Auf der Berliner Konferenz von 1884 wurde vereinbart, dass statt historischer Verbindungen künftig die Ausübung realer Kontrolle und Herrschaft über die Zugehörigkeit der afrikanischen Territorien zu den jeweiligen europäischen Kolonialmächten entscheiden würde.
Und so trat Portugal 1887 mit seinem so genannten „Plan der rosa Landkarte“ an die Öffentlichkeit, seine Kolonien in Ostafrika (Mosambik) und Westafrika (Angola) zu einer gemeinsamen zusammenhängenden Kolonie vereinen zu wollen, was das Land in Opposition zu Großbritannien brachte, das gleiches für eine zusammenhängende britische Kolonie von Kairo bis Kapstadt vorhatte. Getreu den Vorgaben der Berliner Konferenz begannen derweil portugiesische Soldaten, Gebiete außerhalb der bisher von Portugal kontrollierten Regionen im Inneren Afrikas zu besetzen, die eine Verbindung der beiden portugiesischen Kolonien (beispielsweise über das heutige Malawi) herstellen würden, um damit die De-facto-Kontrolle über diese Gebiete demonstrieren zu können. Natürlich protestierte Großbritannien gegen dieses Vorgehen.
Anfang 1890 stellte die britische Regierung Portugal daher ein Ultimatum, mit dem gefordert wurde, dass das Land alle Soldaten, die sich zwischen den beiden Kolonien aufhielten, zurückziehen sollte. In dieser Situation ernannte Karl I. António de Serpa Pimentel von der Regenerationspartei zum neuen Ministerpräsidenten, dem in Anerkennung der realen Machtverhältnisse nichts anderes übrigblieb als dem britischen Ultimatum nachzugeben. Der Plan, Mosambik und Angola zu einer zusammenhängenden Kolonie zu verbinden, war damit gescheitert.
Zugleich aber hatte der „Plan der rosa Landkarte“ in Portugal eine Welle nationalistischer Begeisterung für die Kolonialpolitik entfacht, und entsprechend groß war die Enttäuschung in der Bevölkerung, als der Plan wegen des britischen Ultimatums zusammenbrach. Schuld an der nationalen Ohnmacht wurde nun zum ersten Mal nicht nur der Regierung, sondern auch der Monarchie selbst gegeben, so dass der König direkt in das Schussfeld der innenpolitischen Auseinandersetzung geriet.
Es gärte im Lande und die republikanische Opposition wurde immer stärker. Der Student António José de Almeida, später Präsident der Republik, veröffentlichte den gegen die Monarchie gerichteten Artikel „Braganza, der letzte“ und in dem Buch „Finis Patriae“ von Guerra Junqueiro wurde der König lächerlich gemacht.
Die Parlamentswahlen vom März 1890 waren begleitet von gewalttätigen Übergriffen, zehn Tote und über 40 Verletzte waren die Folge. Die Republikaner erhielten drei Sitze, alle in Lissabon. Im Jahr 1890 wurde der Erste Mai erstmals auch in Portugal gefeiert. Die Frage der afrikanischen Kolonien führte zu einer Regierungskrise. Nach monatelangen Verhandlungen unterzeichnete das Land ohne Wissen der Öffentlichkeit den Vertrag von London, mit dem die Grenzen zwischen den portugiesischen Kolonien Angola und Mosambik und den umliegenden britischen Territorien festgelegt wurden. Erst allerdings, als die Regierung den Vertrag zur Ratifizierung ins Parlament brachte, wurde dadurch publik, dass die Regierung das britische Ultimatum akzeptiert und den Plan einer zusammenhängenden portugiesischen Kolonie im südlichen Afrika fallengelassen hatte. Die Empörung war groß, es kam zu Ausschreitungen in Lissabon und das Parlament war durch den Auszug der Opposition nicht mehr beschlussfähig. Serpa Pimentel trat zurück, und zwischen 1890 und 1893 ernannte der König überparteiliche Regierungen.
Anfang 1891 kam es zu einem republikanischen Aufstand in Porto. Die Republik wurde ausgerufen, der Aufstand allerdings niedergeschlagen.

#### Wirtschaftsprobleme
Zudem wurden die wirtschaftlichen Probleme des Landes immer größer, Portugal geriet zunehmend in Abhängigkeit von ausländischen Mächten. Ein starker Wertverlust der Währung und ein Absinken der Reallöhne ließ die republikanischen und sozialistischen Strömungen weiter zunehmen. Die finanzielle Situation des Landes wurde immer gefährlicher. Durch seine Unabhängigkeit war Brasilien als Einnahmequelle weggefallen, das afrikanische Kolonialreich brachte deutlich geringere Erträge als vorher Brasilien, und Portugal selbst war, trotz einiger Ansätze zur Industrialisierung, im Großen und Ganzen weiterhin ein wenig entwickeltes Agrarland geblieben. Am 7. Mai 1891 musste schließlich der Staatsbankrott erklärt werden. Der Wert des portugiesischen Papiergeldes sank dadurch um 10 %, vor allem aber bedeutete der Staatsbankrott einen starken Ansehensverlust des Königs und des portugiesischen Staates unter der Bevölkerung sowie eine Bedrohung der portugiesischen Souveränität (später, 1901, musste der König sogar ein Vetorecht der ausländischen Gläubiger – Großbritannien, Frankreich und Deutschland – bei der Aufstellung des Haushalts akzeptieren). Verzweifelte Maßnahmen zur Besserung der finanziellen Situation des Landes wurden vorgeschlagen. Der König verzichtete auf 20 % seiner Dotationen, im Parlament wurde der Verkauf der portugiesischen Kolonien diskutiert.
Mit der Ernennung von Ernesto Rodolfo Hintze Ribeiro von der Regenerationspartei zum Ministerpräsidenten 1893 endete die Phase der überparteilichen Regierungen, das Land kehrte zum System der Rotation zwischen den beiden großen Parteien zurück. Neben Hintze Ribeiro war José Luciano de Castro von der Progressiven Partei in dieser Zeit mehrmals Ministerpräsident.
Politisch herrschte das Chaos, bei mehreren Wahlen konnten die Republikaner Stimmen gewinnen, auch wenn sie nach wie vor nur eine kleine Minderheit im Parlament stellten. Durch Reformen am Wahlgesetz wurde versucht, die Republikaner zu schwächen, und durch eine Verfassungsänderung, die kraft königlichen Dekrets ohne Zustimmung des Parlaments verabschiedet wurde, erhielt der König größere Befugnisse zu Lasten des Parlaments.

#### Die Lösung der Kolonialkrise, Probleme mit der Kirche
1899 wird in einem Geheimvertrag (Vertrag von Windsor) der Kolonialkonflikt zwischen Großbritannien und Portugal beigelegt: Beide Mächte erkannten die Besitzungen der jeweils anderen Seite an, Großbritannien verpflichtete sich, die Integrität der Überseebesitzungen Portugals zu verteidigen und erhielt dafür das Recht der freien Truppenbewegung durch das Territorium der portugiesischen Besitzungen in Afrika. Der Vertrag von Windsor war auch deshalb von großer Wichtigkeit, als es bereits im Vorfeld Kontakte zwischen dem Deutschen Reich und Großbritannien gegeben hatte, deren Gegenstand eine Abgrenzung der deutschen und britischen Interessen im südlichen Afrika für den Fall war, dass Portugal seine Kolonien wegen seiner finanziellen Situation verkaufen oder verpfänden müsste. De facto hatten die Großmächte also bereits begonnen, Überlegungen über eine eventuelle Aufteilung des portugiesischen Kolonialreichs anzustellen, wozu passt, dass auch die USA während des Spanisch-Amerikanischen Krieges überlegten, neben den spanischen Besitzungen (Philippinen, Kuba) auch gleich die portugiesischen Azoren mit zu annektieren. Der Vertrag von Windsor indes beendete diese Gefahr, die portugiesische Herrschaft in Mosambik und Angola wurde konsolidiert.
Ein weiteres Thema, das innenpolitisch die Gemüter erhitzte, war das Verhältnis des Staates zur katholischen Kirche. Der „Calmon-Vorfall“, bei dem eine 32-jährige Frau, die Tochter des brasilianischen Konsuls in Porto, mit ihrem Einverständnis entführt wurde, weil sie gegen den Willen ihres Vaters in ein Kloster eintreten wollte, führte zu antiklerikalen Ausschreitungen in Lissabon. Die Regenerationspartei, traditionell antiklerikal eingestellt, reagierte mit einer Reihe von gegen die religiösen Orden gerichteten Dekreten. So waren nur noch solche religiösen Vereinigungen erlaubt, deren Ziel es war, den christlichen Glauben in den überseeischen Kolonien zu propagieren. In Portugal dagegen wurden eine Reihe religiöser Institutionen geschlossen, darunter auch eine katholische Tageszeitung. Der König unterstützte diese Maßnahmen seiner Regierung, was zumindest kurzzeitig sein Ansehen in der Bevölkerung hob.

#### Der Francismus
In Porto gewannen derweilen die Republikaner die dortigen Kommunalwahlen, und selbst als die Wahl für ungültig erklärt und wiederholt wurde, änderte dies nichts am Ergebnis. 
1900 verstarb der Vorsitzende der Regenerationspartei und Oppositionsführer António de Serpa Pimentel, Hintze Ribeiro wurde sein Nachfolger und übernahm im selben Jahr auch wieder die Regierung. Innerhalb der Regenerationspartei kam es zunehmend zu Spannungen, die die bereits unübersichtliche innenpolitische Situation noch weiter komplizierten. Neben Hintze Ribeiro war João Franco der wichtigste Politiker innerhalb der Partei. In scharfen Gegensatz zu Hintze Ribeiro geraten, verließ er 1901 mit seinen Anhängern 1901 die Partei, um die Liberale Regenerationspartei zu gründen.
In den Jahren 1905 und 1906 spitzte sich die innenpolitische Situation weiter zu. Die Regierung verbot einige republikanische Publikationen, als Reaktion darauf kam es zu neuen Straßenkämpfen und Aufständen. Als der französische Präsident das Land besuchte, wurde er begeistert willkommen geheißen, eine starke republikanische Demonstration. Derweil schlossen Progressive und Regenerationspartei eine Art Waffenstillstand, um gemeinsam die Regierung des Königs gegen die Republikaner zu verteidigen. Weder Luciano de Castro von den Progressiven noch Hintze Ribeiro von der Regenerationspartei, die in diesen Jahren beide nochmals kurz Regierungschef waren, konnten allerdings das Ruder herumreißen.
1906 berief der König schließlich João Franco, der als der letzte Regierungschef der portugiesischen Monarchie mit einiger Bedeutung gilt, zum neuen Ministerpräsidenten, und seine Regierungszeit ging nochmal als „Francismus“ (auf Portugiesisch francismo) in die portugiesische Geschichte ein. 

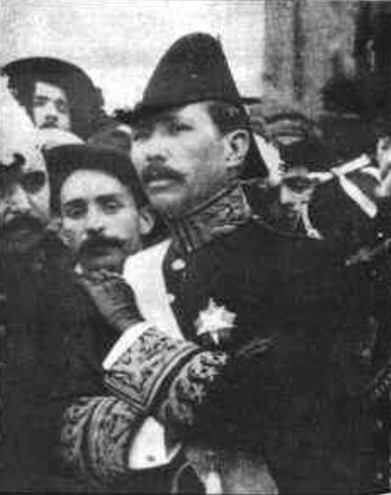
João Franco, einer der letzten Regierungschefs aus der Zeit der portugiesischen Monarchie

Er versuchte zunächst durch eine weiche Regierungslinie das Vertrauen der Bevölkerung in den König wiederherzustellen. Als Regierungsdevise gab er „Toleranz und Freiheit, auf dass die Bevölkerung die Regierung des Königs schätzen lernt“ aus. Eine der ersten Maßnahmen seiner neuen Regierung war eine weitreichende Amnestie, von der besonders Republikaner, die durch ihre Publikationen gegen die Pressezensur verstoßen hatten, profitierten. Der Chef der Republikaner, Bernardino Machado, konnte auf einer Demonstration öffentlich eine Rede halten, ohne dass die Polizei einschritt. Und auch der König versuchte, sein Ansehen durch direktere Beteiligung an der Regierungsarbeit zu verbessern, damit beginnend, an den Sitzungen des Kabinetts teilzunehmen. 
Bei den Wahlen im Juni 1906 gelang es der Regierung, eine Mehrheit zu bekommen, vier republikanische Abgeordnete wurden gewählt, doch die gewählten Republikaner auch in das politische System zu integrieren misslang. Während einer Parlamentssitzung rief der republikanische Abgeordnete Afonso Costa: „Für weniger, als was König Karl bei uns gemacht hat, ist in Frankreich der Kopf Ludwigs XVI. in den Sand gerollt“. Damit war das Tischtuch zwischen Republikanern und Regierung zerschnitten, die republikanischen Abgeordneten wurden für drei Monate von den Parlamentssitzungen ausgeschlossen. Bei Demonstrationen, in denen die Republikaner Afonso Costa unterstützten, wurden 63 Personen festgenommen. In Porto kamen 12.000 Personen zu einem großen republikanischen Kongress zusammen. 45.000 Personen unterschrieben eine Petition, welche die Rückkehr der republikanischen Abgeordneten in das Parlament forderte, was schließlich am 21. Dezember 1906 geschah. Ein neues Pressegesetz 1907 verschärfte die Zensur. Am 8. Mai 1907 regierte Franco mit einem Dekret ohne Zustimmung des Parlaments zum ersten Mal diktatorisch, und Dissidenten innerhalb der Progressiven Partei verbündeten sich daraufhin mit den Republikanern. Anfang Januar 1908 wurde eine Reihe von Führern der Republikanischen Partei sowie von Dissidenten der Progressiven Partei unter dem Vorwurf der Vorbereitung eines Staatsstreichs verhaftet und abgeurteilt. Franco verlangte und erhielt vom König ein Dekret, das die Deportation republikanischer Aufständischer in die überseeischen Kolonien vorsah.

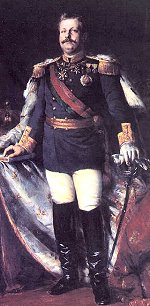
König Karl I. von Portugal wird 1908 in Lissabon erschossen

Am Tag darauf, dem 1. Februar 1908, wurde der König gemeinsam mit dem Thronfolger Ludwig Philipp auf der Praça do Comércio in Lissabon erschossen.

### Das Ende der Monarchie
Als letzter König Portugals bestieg darauf Emanuel II., ein jüngerer Sohn des ermordeten Königs, zu diesem Zeitpunkt erst 18-jährig, den Thron. Auch wenn er als erste Maßnahme João Franco, dem er eine Mitschuld an den tödlichen Schüssen auf seinen Vater und seinen Bruder gab, entließ und dafür den parteilosen Admiral Ferreira do Amaral zum Regierungschef ernannte, der mit einer Reihe liberaler Maßnahmen, „Politik der Befriedungt“ (Politica de Acalmação) genannt, versuchte, das Ruder noch einmal herumzureißen. So wurden etwa die francistischen Pressegesetze widerrufen, eine ganze Reihe vorher geschlossener Zeitungen konnte wieder erscheinen und für die meuternden Matrosen eine Amnestie verabschiedet werden, gefolgt von der Auflösung der Cortes und Ausschreibung von Neuwahlen, in deren Ergebnis die Republikaner bei den Lissaboner Kommunalwahlen einen ihrer größten Erfolge erzielen konnten.

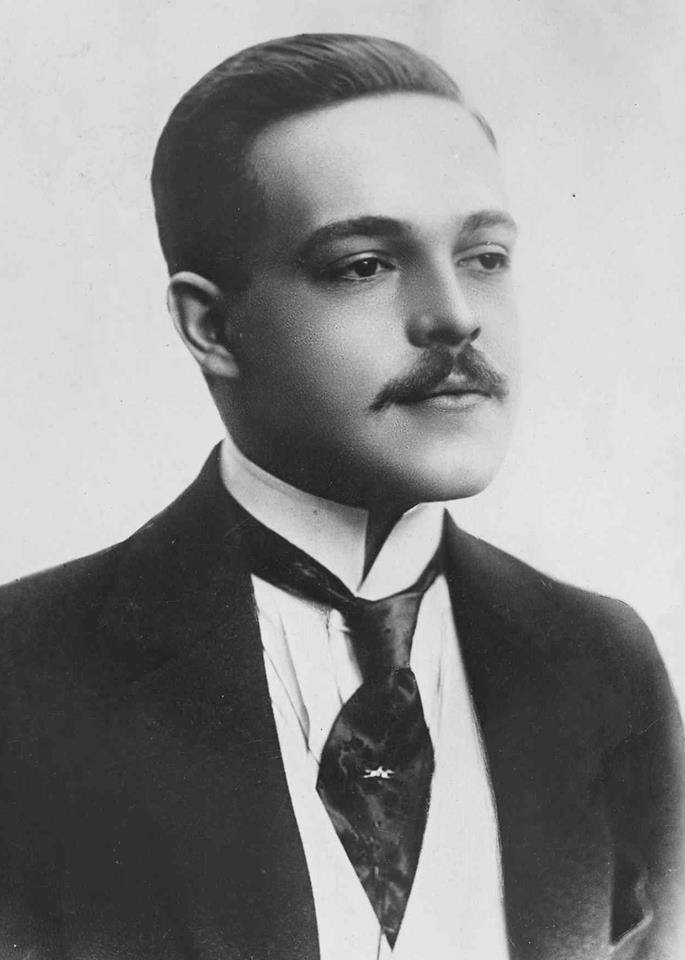
Emanuel II., der letzte König von Portugal

Und doch hatte die portugiesische Monarchie in den zwei Jahren, die sie noch bestehen sollte, noch einmal weitere sechs Ministerpräsidenten, waren ihre Anhänger zerstritten, und auch die Regenerationspartei zerfiel Ende 1909 schließlich in zwei verfeindete Flügel.
Im selben Jahr setzten sich auf dem Parteikongress der Republikaner die radikalen Kräfte durch – die bewaffnete Revolution war nun das offizielle Ziel der Partei. Umso mehr, als am 3. Oktober 1910 Miguel Bombarda, ein Psychiater und Vordenker der republikanischen Bewegung, von einem psychisch kranken ehemaligen Patienten ermordet wurde: Auch wenn die Tat anscheinend keinen politischen Hintergrund hatte, löste sie Aufstände in Lissabon und anderen großen Städten des Landes aus. Am 5. Oktober 1910 wurde in Porto die Republik ausgerufen und eine provisorische Regierung unter Führung des Republikaners Teófilo Braga konstituierte sich. 
Am Tag zuvor war der König zurückgetreten und hatte die Reise ins Exil nach Großbritannien angetreten. Die portugiesische Monarchie, die 1139 damit begonnen hatte, dass Alfons I. den Königstitel annahm, endete somit im 771. Jahr ihrer Geschichte – sie zu retten hatte auch ein neuer König nicht mehr vermocht.

## Die erste Republik
Auf die Monarchie folgte bis 1926 die erste portugiesische Republik, die durch ein großes Maß an politischer Instabilität gekennzeichnet war. In den 16 Jahren ihres Bestehens sah sie neun Präsidenten und 45 verschiedene Regierungen. Schwache Präsidenten, denen die Verfassung nicht die notwendigen Machtmittel an die Hand gab, um sie gegen ihre Feinde zu verteidigen, eine allgemeine Zersplitterung des Parteiensystems und als Folge davon schnell wechselnde Regierungen ohne parlamentarische Mehrheit schwächten das republikanische System. Die schwache Republik war zudem ständig Angriffen ihrer Feinde von rechts (Monarchisten) und links (Sozialisten, Kommunisten, Anarchisten) ausgesetzt. Schon der Putsch des Sidónio Pais 1917 hätte der Republik fast den Todesstoß versetzt, und nur Pais' Ermordung am 14. Dezember 1918 sicherte ihren Fortbestand.
Obwohl Portugal zu Beginn des Ersten Weltkriegs seine Neutralität erklärt hatte, kam die portugiesische Regierung im weiteren Kriegsverlauf einer Bitte der Alliierten nach, deutsche Schiffe in portugiesischen Gewässern zu beschlagnahmen, woraufhin das Deutsche Reich Portugal am 9. März 1916 den Krieg erklärte und Portugal seinerseits ein den Briten unterstelltes Expeditionskorps von nominell rund 55.000 Soldaten aufstellte, von denen 2.160 fielen und 5.224 verwundet wurden. Näheres in Portugiesisches Expeditionskorps.

## Militärdiktatur und Estado Novo
Die Erste Republik endete damit, dass sich am 28. Mai 1926 General Gomes da Costa an die Macht putschte und nicht ganz zwei Jahre darauf am 28. April 1928 António de Oliveira Salazar als Finanzminister mit Sondervollmachten zur unbeschränkten Kontrolle über den Staatshaushalt in die Regierung von Präsident António Oscar de Fragoso Carmona eintrat. Schon zu diesem Zeitpunkt die mächtigste Person in Portugal, war Salazars Ernennung zum Premierminister am 5. Juli 1932 daher nur eine logische Konsequenz. 1933 erließ Salazar eine neue Verfassung, mit der er an die Errichtung seines „Estado Novo“ („Neuer Staat“) als eines Einparteienstaats ging, in dem Regimegegner rigoros unterdrückt und dafür die katholische Kirche, deren Einfluss in der Zeit der Republik von antiklerikalen Regierungen zurückgedrängt worden war, wieder gestärkt wurde.
Gemäß dem Dekret Nummer 19694 vom 5. Mai 1931 erhielten Frauen das aktive und passive Wahlrecht nur unter der Bedingung, dass sie mindestens die Sekundarschule abgeschlossen hatten, während Männer lediglich lesen und schreiben können mussten. Nach Adams bewirkte diese Klausel aber auch ein sehr eingeschränktes Frauenwahlrecht für Frauen mit hoher Bildung. Mit dem Wahlgesetz D.L. 24631 vom 6. November 1934 erhielten zwar kurz darauf alle, die lesen und schreiben konnten, das nationale Wahlrecht, bei Wahlen zu bestimmten lokalen Gremien jedoch blieben bis 1968 einige Beschränkungen für Frauen in Kraft.
Während des Zweiten Weltkriegs blieb Portugal offiziell neutral, pflegte es diplomatische Beziehungen zum Deutschen Reich und lieferte ihm, aber auch Großbritannien wichtige Rohstoffe für deren Kriegswirtschaft, darunter Gummi und Wolfram (bedeutend für Stahllegierungen wie bspw. Panzerstahl). Als neutrales Land war Portugal daher nur indirekt vom Krieg betroffen und seine Kolonie Portugiesisch-Timor, die zuerst von alliierten Truppen aus Australien und den Niederlanden, später von den Japanern besetzt wurde, das einzige portugiesische Territorium, auf dem während des Krieges direkte Kampfhandlungen stattfanden (→ Schlacht um Timor), während das portugiesische Macau 1943 per Protektoratsbeschluss lediglich unter japanische Kontrolle geriet. Nachdem dem Vereinigten Königreich und den Vereinigten Staaten bereits 1943 die Einrichtung von Militärbasen auf den strategisch wichtigen Azoren gestattet worden war, wurden auf britisches Drängen hin schließlich 1944 auch die Beziehungen zu Deutschland abgebrochen.
In den Jahren 1946 und 1947 kam es zu zwei militärischen Verschwörungen gegen die Regierung Salazar, die aber beide niedergeschlagen werden konnten, und anschließend zu einer vorsichtigen Liberalisierung, im Rahmen derer das Einparteiensystem etwas geöffnet wurde, auch wenn das Parlament weiterhin von der Nationalen Union monopolisiert wurde. 1949 trat Portugal als Gründungsmitglied der NATO bei und verließ damit den bisherigen Kurs außenpolitischer Neutralität. Von 1953 bis 1958 erfolgten erste Bemühungen zur Dekolonisation der afrikanischen Kolonien, die jedoch später in den für Portugal so ruinösen Kolonialkrieg münden sollten.

## Der portugiesische Kolonialkrieg und Nelkenrevolution

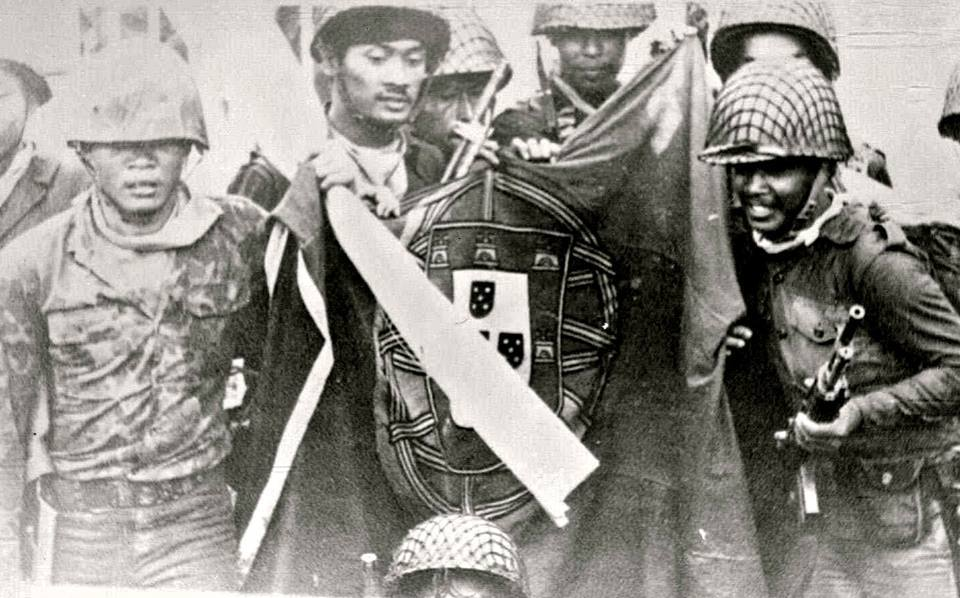
Indonesische Soldaten posieren im November 1975 im osttimoresischen Batugade mit einer erbeuteten portugiesischen Flagge

Seit Beginn des 16. Jahrhunderts hatte Portugal Kolonien in Afrika erobert, deren Widerstandsbewegungen in Mosambik, Angola, Guinea-Bissau und den Kapverden ab dem Jahr 1961 damit begannen, mittels von Protesten und später bewaffnetem Kampf die Unabhängigkeit von Portugal zu erreichen. Portugiesisch-Indien ging noch im selben Jahr an Indien verloren, das die Kolonie am 18. Dezember in einem Handstreich besetzte, wobei die Afonso de Albuquerque im letzten Seegefecht der portugiesischen Geschichte verlorenging.
Seit Beginn der Kolonialkriege in den afrikanischen Provinzen waren auch einfache Soldaten aus dem portugiesischen Volk zu Offizieren ausgebildet worden, die Unzufriedenheit in der Kolonialtruppe jedoch so groß geworden, dass der sich auf immer mehr Fronten ausweitende Kolonialkrieg schließlich nicht mehr geführt werden konnte.
So waren die zu Beginn der 1970er Jahre ihren Höhepunkt erreichenden Auseinandersetzungen in Afrika zugleich ein wesentlicher Grund für die Nelkenrevolution vom 25. April 1974 in Portugal selbst, wo die heimkehrenden Offiziere der unteren Ränge die Initialzündung für den Aufstand setzten, der als zunächst konspirativer Militärputsch und sich anschließende Volksbewegung der Diktatur von Marcelo Caetano ein Ende machte, der ab 1968 die Linie Salazars fortgesetzt hatte.
Übersicht über die Unabhängigkeitsbewegungen und das Datum der Unabhängigkeit:
- Mosambik Unabhängigkeit am 25. Juni 1975 – Befreiungsbewegungen: FRELIMO, RENAMO
- Kap Verde und Guinea-Bissau Unabhängigkeit am 5. Juli 1975 – Befreiungsbewegung: PAIGC
- São Tomé und Príncipe Unabhängigkeit am 12. Juli 1975 – Befreiungsbewegungen: CLSTP, MLSTP
- Angola Unabhängigkeit am 11. November 1975 – Befreiungsbewegungen: MPLA, UNITA, FNLA

In die Unabhängigkeit entlassen werden sollte auch Portugiesisch-Timor, doch aufgrund indonesischen Zugriffs auf die Kolonie brach in ihr ein Bürgerkrieg aus. Die portugiesische Bevölkerung wurde evakuiert, derweils sich die Kolonialverwaltung auf die kleine Insel Atauro vor der Hauptstadt Dili zurückzog und die aus dem Bürgerkrieg siegreich hervorgegangene FRETILIN die Kontrolle übernahm. Da sich Gouverneur Mário Lemos Pires weigerte, ohne Anweisung aus Lissabon nach Portugal zurückzukehren, und Indonesien mit der Besetzung der Grenzgebiete begann, rief die FRETILIN am 28. November 1975 einseitig die Unabhängigkeit Osttimors aus. Am 7. Dezember landeten indonesische Truppen in Dili und besetzten Osttimor nun offen, woraufhin Gouverneur Lemos Pires tagsdarauf am Bord eines portugiesischen Kriegsschiffes Atauro verließ und die Kolonialgeschichte Portugals im Malaiischen Archipel damit nach 460 Jahren ein Ende hatte.
Als letztes Stück des ehemaligen Kolonialreiches verblieb nurmehr Macau (bis 1999, seitdem eine Sonderverwaltungszone der Volksrepublik China) unter portugiesischer Verwaltung.

## Dritte Republik bis heute

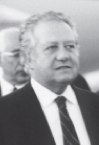
Mário Soares

Nach der Nelkenrevolution vom 25. April 1974 wurde die Regierungsgewalt zunächst in die Hände von General António de Spínola als Kopf einer provisorischen „Junta der Nationalen Rettung“ gelegt. 
Doch schon kurz darauf wurde am 14. Mai 1974 ein neues Wahlgesetz beschlossen (Gesetz 3/74, Artikel 4, Nummer 1). Nach dem Dekret-Gesetz Nummer 621-A/74, Artikel 1.1 vom 15. November 1974 waren für die Wahl der Konstituierenden Versammlung, die die neue Verfassung Portugals konzipieren sollte, alle portugiesischen Staatsbürger, die am 28. Februar 1975 mindestens 18 Jahre alt waren, auch wahlberechtigt, womit erstmals in der portugiesischen Geschichte das allgemeine Wahlrecht anerkannt und im folgenden Jahr auch ausgeübt wurde: Am 25. April 1975 wurden die Mitglieder der Konstituierenden Versammlung gewählt und die von ihr ausgearbeitete neue Verfassung, in der eine Gleichheit des Wahlrechts von Frauen und Männer für alle Wahlen verfassungsrechtlich abgesichert wurde, schließlich am 2. Juni 1976 proklamiert.
Die Phase unmittelbar nach dem Militärputsch war allerdings auch geprägt von Auseinandersetzungen innerhalb der Vereinigung der putschenden Offiziere Movimento das Forças Armadas zwischen einer eher konservativen Strömung um General Spínola und einem sozialistischen Flügel um den ersten Ministerpräsidenten Vasco Gonçalves, General Francisco da Costa Gomes, Hauptmann Otelo Saraiva de Carvalho sowie Hauptmann Salgueiro Maia, wobei zunächst der linke Flügel die Kontrolle übernahm. Es kam zu Verstaatlichungen und zu einer Landreform, Spínola wurde erst zum Rücktritt und nach einem Putschversuch im März 1975 ins Exil gezwungen, in der neuen Verfassung von 1976 schließlich der Übergang zum Sozialismus als Staatsziel definiert. 
Bei der ersten Präsidentschaftswahl nach der neuen Verfassung am 27. Juni 1976 gewann dagegen mit 61,59 % der Stimmen gegenüber nur 16,46 % seines Kontrahenten Otelo überraschend deutlich der relativ gemäßigte General António Ramalho Eanes, was die Weichen für eine Hinwendung Portugals zu einer parlamentarischen Demokratie nach westeuropäischem Muster stellte. Eanes und der Vorsitzende der Sozialistischen Partei Mário Soares (Regierungschef von Juli 1976 bis Januar 1978 und Juni 1983 bis November 1985, Staatspräsident von 1986 bis 1996) führten das Land schließlich in die Europäische Gemeinschaft. Zum 1. Januar 1986 wurden Portugal und Spanien in die Europäische Gemeinschaft aufgenommen; deren Mitgliederzahl stieg dadurch von zehn auf zwölf.
Davor gewann im Dezember 1979 zum ersten Mal seit der Nelkenrevolution wieder eine politische Gruppierung, die rechts von der Mitte stand, die Parlamentswahl. Das Kabinett Sá Carneiro löste am 3. Januar 1980 das Kabinett Lourdes Pintasilgo ab. Carneiro starb am 4. Dezember 1980 bei einem Flugzeugabsturz; Francisco Pinto Balsemão wurde sein Nachfolger. Die Regierung konnte sich mit der sozialistischen Opposition auf eine Verfassungsänderung einigen, die die nach der Nelkenrevolution in die Verfassung geschriebenen sozialistischen Relikte wieder zurücknahm. Die 1982 in Kraft getretene geänderte Verfassung eliminierte unter anderem den bis dahin bedeutenden Revolutionsrat und schuf ein Verfassungsgericht (Tribunal Constitucional de Portugal) nach dem Vorbild anderer demokratischer Staaten. 1985 wurde Aníbal Cavaco Silva Ministerpräsident, seiner konservativen Partido Social Democrata (PSD) gelang bei der Wahl 1987 ein Erdrutschsieg, bei dem eine Partei zum ersten Mal eine absolute Mehrheit erhielt. Cavaco Silva blieb bis nach der Parlamentswahl 1995 Ministerpräsident, führte eine neoliberale Wirtschaftspolitik ein und nahm auch die Verstaatlichungen aus der Zeit der Nelkenrevolution wieder zurück. Von 1995 bis 2002 stellten die Sozialisten mit António Guterres wieder die Regierung (→ Kabinett Guterres I und II).
Bei der Parlamentswahl vom 17. März 2002 kam es zu einem neuerlichen Rechtsrutsch. Bei einer Wahlbeteiligung von 62,3 % erreicht die konservative PSD unter José Manuel Barroso eine relative Stimmenmehrheit von 40,1 %, gefolgt von der sozialistischen Partido Socialista (PS) und der rechtskonservativen Volkspartei Partido Popular (PP) mit 37,9 bzw. 8,8 %. Mit letzterer bildete Barroso eine Koalitionsregierung; der populistische Vorsitzende der PP, Paulo Portas, wurde Verteidigungsminister und auch die Bereiche Justiz sowie Arbeit und Soziales (Ministro da Segurança Social e do Trabalho) gingen an die PP (→ Kabinett Barroso).
Die Sozialisten stellten allerdings ununterbrochen den Staatspräsidenten; 1996 war der Sozialist Jorge Sampaio Nachfolger von Soares geworden.
Im Jahr 2004 wurde Barroso vom Europäischen Rat zum Nachfolger von Romano Prodi als Präsident der Europäischen Union ('Kommissionspräsident') nominiert. Sein Nachfolger als Ministerpräsident wurde Pedro Santana Lopes, der aber nur kurze Zeit regierte (→ Kabinett Lopes), weil der Staatspräsident im November das Parlament vorzeitig auflöste und für Februar 2005 eine Neuwahl ausschrieb. Bei dieser Wahl erhielt die PS zum ersten Mal in der Geschichte Portugals eine absolute Mehrheit der Parlamentssitze. Ihr Spitzenkandidat José Sócrates wurde am 12. März 2005 neuer Ministerpräsident (→ Kabinette Sócrates I und II).
Am 22. Januar 2006 wählten ca. 8,8 Millionen Portugiesen einen neuen Präsidenten. Der bisherige Präsident Jorge Sampaio (PS) durfte nach zwei Amtszeiten nicht mehr kandidieren. Gegen fünf Kandidaten der Linken erhielt bereits im ersten Wahlgang der Mitte-rechts-Kandidat und frühere Regierungschef Aníbal Cavaco Silva (PSD) eine absolute Mehrheit von 50,54 % (Wahlbeteiligung 62,6 %). Er wurde von einem Bündnis aus PSD und PP-CDS unterstützt. Der als Architekt des portugiesischen Wirtschaftsaufschwungs in den Jahren 1985 bis 1995 geltende 66-jährige Wirtschaftsprofessor wurde damit der erste bürgerliche Präsident in Portugal seit der Nelkenrevolution von 1974. Er amtierte vom 9. März 2006 bis 9. März 2016.
Mit 20,7 % erreichte der gegen den Willen der PS-Parteiführung angetretene 69-jährige Vize-Präsident der Nationalversammlung, Manuel Alegre (PS) den zweiten Platz. Der frühere Staatschef Mário Soares (1924–2017) kandidierte trotz seines hohen Alters für die PS, erhielt aber nur noch 14,34 % der Stimmen.

## Filme
- Non oder Der vergängliche Ruhm der Herrschaft